# Німеччина
Німе́ччина (нім. Deutschland) або офіційно Федерати́вна Респу́бліка Німе́ччина (нім. Bundesrepublik Deutschland) — держава в Центральній Європі, заснована як демократична, ліберальна і соціальна правова держава у формі федеративної республіки. Складається з 16 федеральних земель. Столиця і найбільше місто країни — Берлін. Займає площу 357 588 км². Клімат помірний сезонний. Населення — 84,075,075 осіб (2025) Член Європейського Союзу та НАТО. Країна з найбільшою кількістю населення і найбільшим рівнем економіки в Європейському Союзі. Провідна політична сила на Європейському континенті, технологічний лідер у багатьох галузях. Німеччина є другою за популярністю країною для міграції у світі, поступаючись тільки США.
Терени стародавньої Германії населяли різні германські племена, за свідченням документів ще до 100 р. н. е. Протягом великого переселення народів германці мігрували на південь, установивши успішні королівства в значній частині Європи. Починаючи з X століття германські території утворили центральну частину Священної Римської імперії. Протягом XVI століття північно-германські регіони стали центром протестантської Реформації, тоді як південні й західні залишались у католицькій вірі. Ці дві фракції зіткнулися між собою під час Тридцятилітньої війни. Окупація протягом наполеонівських воєн і зростання популярності пангерманізму всередині Німецького союзу призвело в 1871 році до об'єднання німецьких держав навколо Пруссії в Німецьку імперію. Після німецької революції в 1918—1919 роках і згодом капітуляції в Першій світовій війні Імперія стала Веймарською республікою в 1918 році й була поділена за Версальським договором. Під час Великої депресії 1933 року був оголошений тоталітарний Третій Рейх. Далі був період націонал-соціалізму й Друга світова війна. Після закінчення Другої світової війни США, СРСР, Велика Британія та Франція взяли верховну владу на території Німеччини у свої руки й поділили її на зони окупації. Через те, що держави-переможці в цілому не здужали дійти згоди про спільний спосіб дій щодо Німеччини, у межах окупаційних зон західних держав була утворена Федеративна Республіка Німеччина, а в межах радянської зони окупації, — Німецька Демократична Республіка. Обидві держави були конституйовані 1949 р. 1990 року Німеччина відновила єдність.
Член Європейського Союзу, НАТО і «Великої сімки», претендує на постійне членство в Раді Безпеки ООН.
Країна має четверту найбільшу у світі економіку за ВВП і п'яту найбільшу за паритетом купівельної спроможності. Це другий найбільший у світі експортер і третій найбільший імпортер товарів. Країна досягла дуже високих стандартів життя і має всебічну систему соціального забезпечення. Німеччина — батьківщина багатьох знаменитих науковців та винахідників і відома своєю культурною та політичною історією.

## Назва
- Німе́ччина (нім. Deutschland) — коротка назва.
- Федерати́вна Респу́бліка Німе́ччина (нім. Bundesrepublik Deutschland, МФА: [ˈbʊndəsʁepuˌbliːk ˈdɔʏtʃlant] ( прослухати)[6]) — офіційна назва. Скорочено — ФРН (нім. BRD).

## Географія
Німеччина межує на півночі з Данією (68 км), на заході — з Нідерландами (577 км), Бельгією (167 км), Люксембургом (138 км) і Францією (451 км), на півдні — Швейцарією (334 км), Австрією (784 км), а на сході — з Польщею (456 км) і Чехією (646 км). На півночі омивається Балтійським і Північним морями.
На території Німеччини розташована Північно-Німецька низовина, середньовисотні гори, Швабсько-Баварська височина (альпійське передгір'я) і Альпи. Середньовисотні німецькі гори (висота перевищує 1000 м над рівнем моря) — частина широкої гірської дуги, яка тягнеться від центральної Франції аж до центральної Польщі, до якої належать Гарц, Тюринзький Ліс і Рудні гори. На півдні баварське плоскогір'я Баварський ліс тягнеться до північних схилів Альп. Найвища точка країни — гора Цугшпітце (2963 м над рівнем моря). Біля кордону зі Швейцарією розташоване найбільше озеро Німеччини, Боденське озеро, з якого бере свої витоки річка Рейн. Найдовша європейська річка Дунай бере свої витоки в німецьких горах Шварцвальд.

### Рельєф

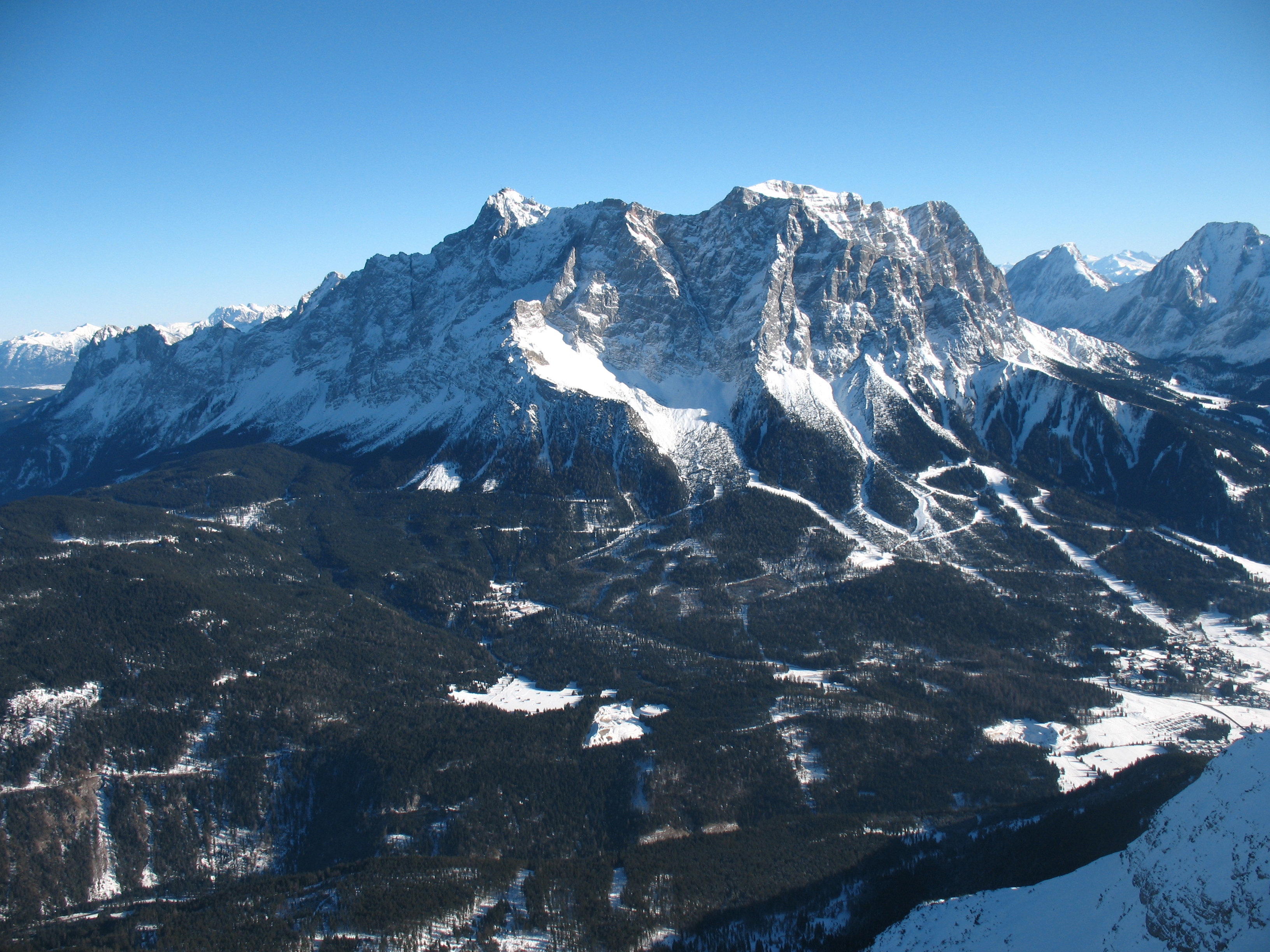
Цугшпітце в Баварії — найвища гора Німеччини

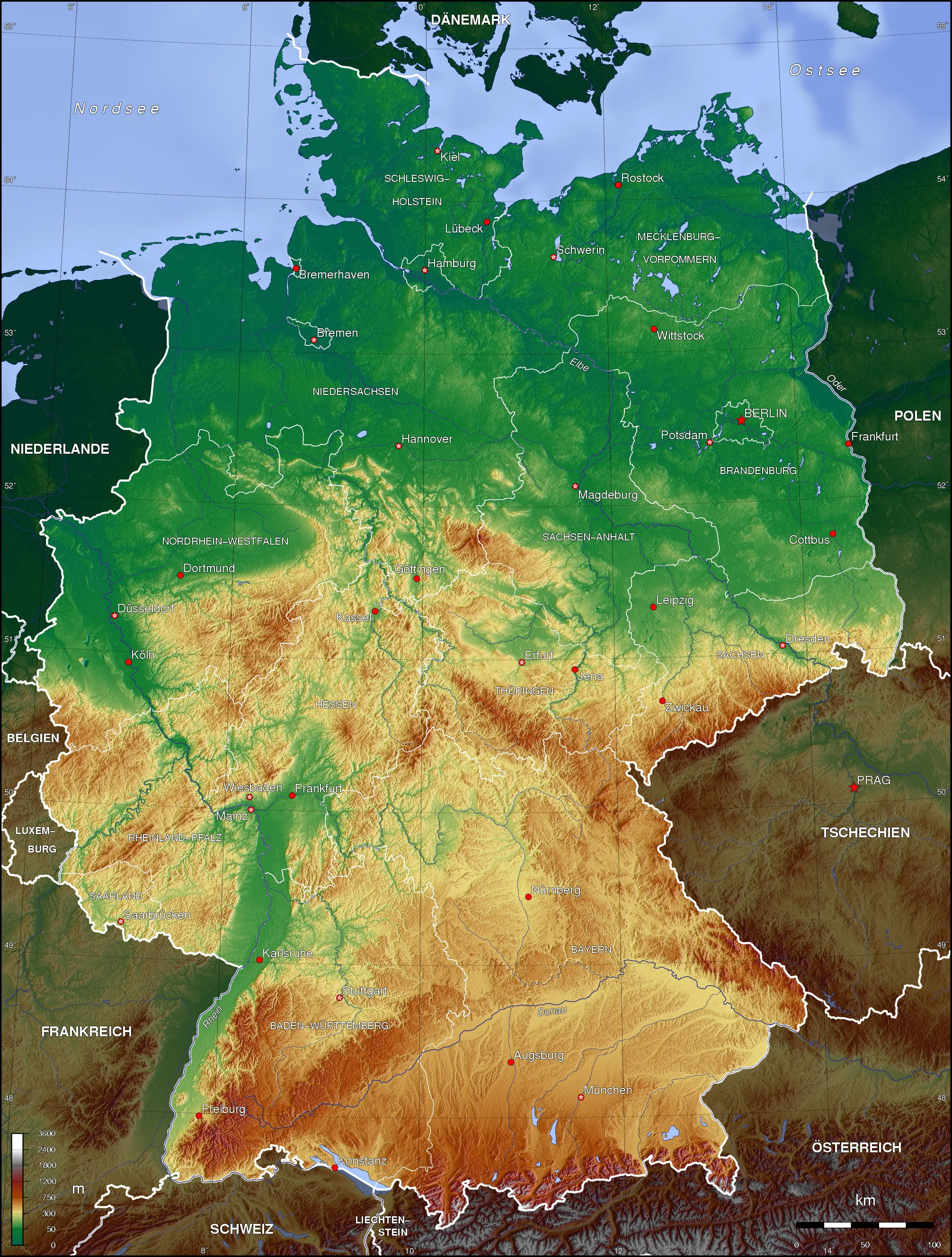
Фізична карта Німеччини

Рельєф країни підвищується з півночі на південь. На півночі країни — Північно-Німецька низовина з моренними пагорбами й ділянками зандрового рельєфу, південніше — височини, низькі й середньовисотні гори (600—800 м, іноді до 1400 м), — Гарц, Тюринзькі Сланцеві гори, Шварцвальд, Рудні гори, Шумава та ін. На півдні — Баварське плоскогір'я, обрамоване передовими хребтами Альп (найвища точка країни — гора Цугшпітце заввишки 2963 м). Клімат помірний, на півночі морський, в інших регіонах країни перехідний до континентального. Основні річки — Рейн, Ельба, Дунай, Одер, Варнов, Везер. Великі озера — Боденське, Гім та інші — розташовані в передгір'ях Альп, багато дрібних озер льодовикового походження на Північно-Німецькій низовині.

### Річки й канали
Шість найбільших річок стікають у бік морів і течуть здебільшого на північ і північний захід, за винятком Дунаю. Розрізняють шість найбільших річкових водозабірних басейнів країни: Рейну, Дунаю, Ельби, Одеру, Везеру і Емсу. П'ять з них стікає в Північне й Балтійське моря, тоді як Дунай впадає в Чорне море.
Річка Рейн бере початок у верхів'ях Альп і має довжину 865 кілометрів (будучи на деяких ділянках також кордоном країни), протікає на південному заході й заході країни. Її основні притоки — Неккар, Майн, Мозель і Рур. Економічне значення Рейну для країни визначальне: він є одним з найжвавіших водних шляхів у Європі.

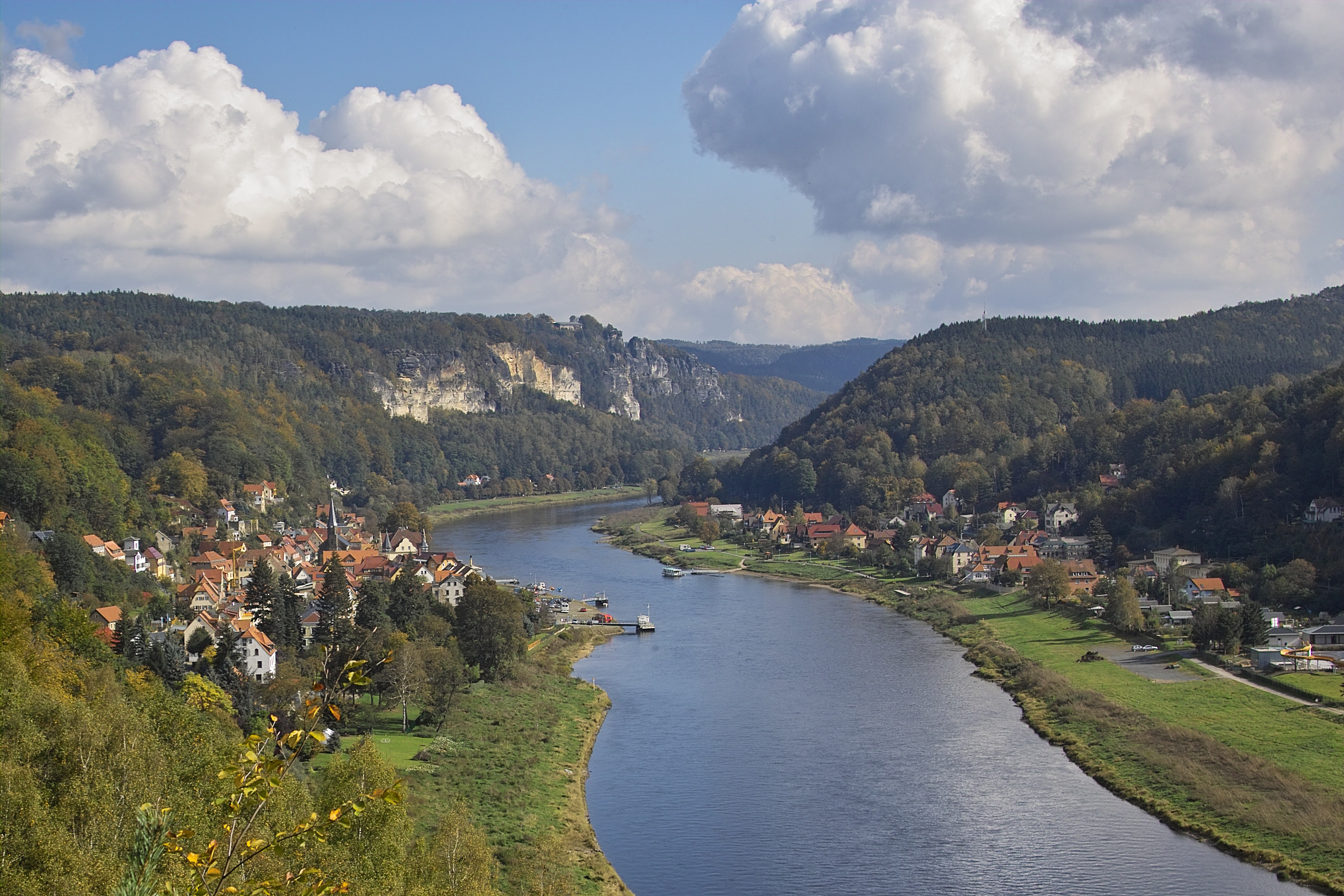
Ельба в місті Штадт-Велен, Саксонія

Стік річки Дунай розташований на півдні країни. Його довжина на території Німеччини 647 кілометрів. Протікає Дунай майже постійно в гірській місцевості і доходить до кордону з Австрією, а далі тече Південно-Східною Європою. Його основні притоки — Іллер, Лех, Ізар та Інн.
У Східній Німеччині, тече річка Ельба, довжиною 725 км, її основні притоки Заале і Гафель, а також Охре, Осте і Зуде. Річка Одер є кордоном із Польщею і має найважливіші притоки — Нейсе та Шпреє.
Водозбірна площа річки Везер цілком лежить у Німеччині і протікає центральними районами країни й впадає в Північне море. Його довжина 740 км, а живиться водами річок Верра і Фульда, Лайне, Аллер, Одер. Річка Емс, довжиною 370 км, тече на крайньому північному заході країни.

### Озера та греблі
Природні озера країни — переважно льодовикового походження. Тому найбільше великих озер в Альпах і в Мекленбурзі. Найбільше озеро, що повністю лежить на німецькій території — озеро Мюрітц (Müritz), складова частина Мекленбурського озерного краю. Загалом найбільшим озером вважається Боденське озеро, що на кордоні з Австрією і Швейцарією, яке розмежовано між ними на: Німецька частина — 305,75 км², Швейцарська — 171,63 км² і Австрійська — 58,62 км².
Також у Німеччині зустрічаються рукотворні озера створені внаслідок діяльності людини. Так у Східній Німеччині є багато великих штучних озер у колишніх районах видобутку лігніту. А найчастіше це озера, створені внаслідок побудови дамб, задля енергетичних чи господарських цілей. Загалом у Німеччині близько 4000 озер. З них найбільші:
| Ранг | Озеро                                 | Земля                                          | Площа        | Глибина |
| ---- | ------------------------------------- | ---------------------------------------------- | ------------ | ------- |
| 1.   | Боденське озеро                       | Баден-Вюртемберг / Баварія Швейцарія / Австрія | 536,00 км²1) | 254,0 м |
| 2.   | Мюриц (Мüritz)                        | Мекленбург-Передня Померанія                   | 117,00 км²   | 31,0 м  |
| 3.   | Кімзее (Chiemsee)                     | Баварія                                        | 79,90 км²    | 72,7 м  |
| 4.   | Шверінер-Зее (Schweriner See)         | Мекленбург-Передня Померанія                   | 61,54 км²    | 52,4 м  |
| 5.   | Штарнбергер-Зее (Starnberger See)     | Баварія                                        | 56,00 км²    | 127,7 м |
| 6.   | Аммерзее (Ammersee)                   | Баварія                                        | 46,60 км²    | 81,1 м  |
| 7.   | Плауер-Зее (Plauer See)               | Мекленбург-Передня Померанія                   | 38,40 км²    | 25,5 м  |
| 8.   | Куммеровер-Зее (Kummerower See)       | Мекленбург-Передня Померанія                   | 32,50 км²    | 23,3 м  |
| 9.   | Штайнгудер-Меер (Steinhuder Meer)     | Нижня Саксонія                                 | 32,00 км²    | 2,9 м   |
| 10.  | Гросер-Пленер-Зее (Großer Plöner See) | Шлезвіг-Гольштейн                              | 30,00 км²    | 60,5 м  |

### Моря країни й острови

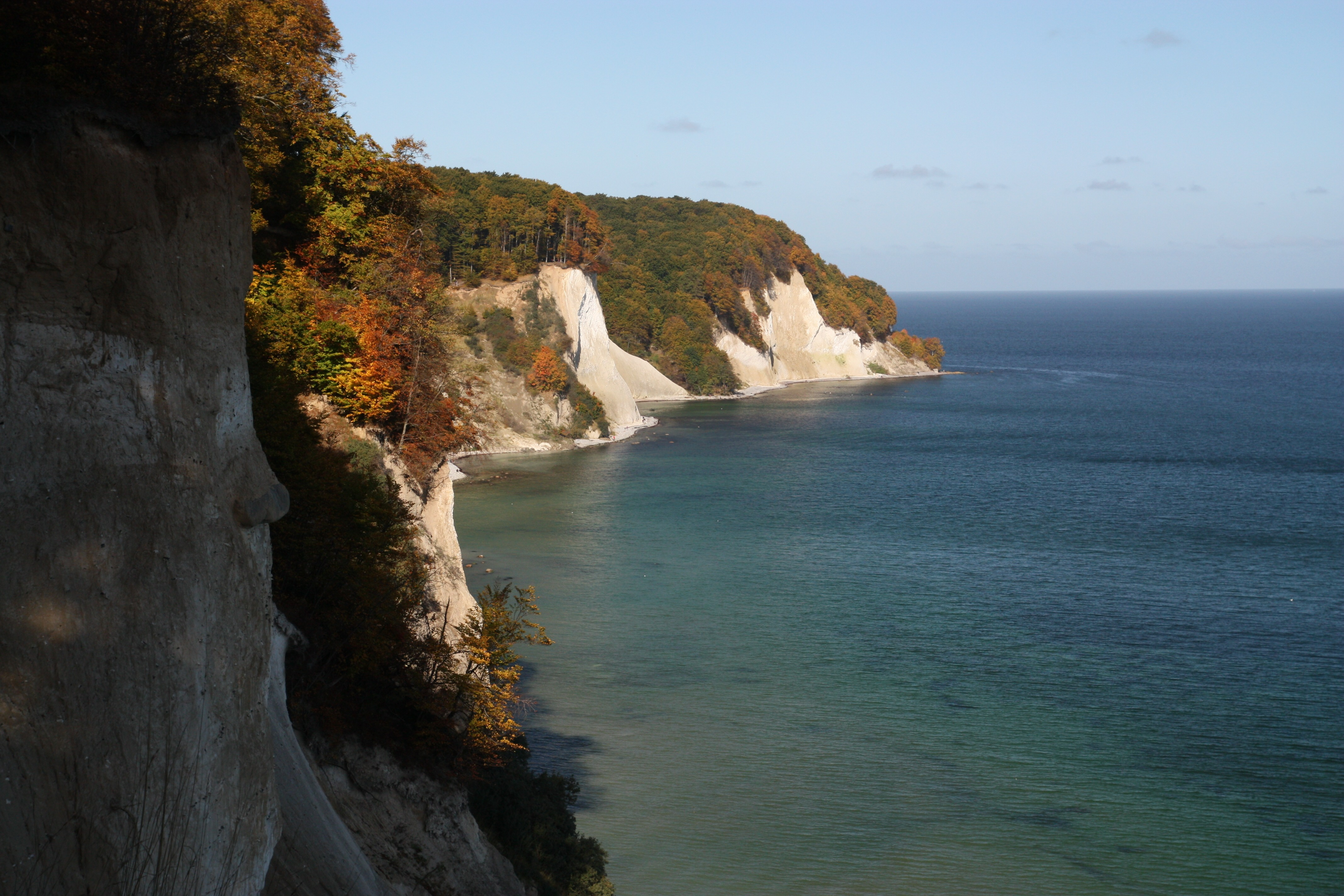
Острів Рюген у Балтійському морі — найбільший острів Німеччини

З північної сторони Німеччину омивають Північне та Балтійське моря.
У Північному морі домінує скупчення Північно-Фризьких островів і острівний ланцюг Фризьких островів, з них — Гельґоланд і Нойверк заселені. Північно-Фризькі острови є залишками суші, які були відрізані від континентальної землі підняттям рівня океану та процесами, що відбувалися в льодовикові періоди. Східно-Фризький острівний бар'єр, виник внаслідок динаміки піщаних мілин, тобто намивні ділянки суші ставали, за деякий час, островами.
Найбільші німецькі острови у Балтійському морі (із заходу на схід) Фемарн, Пель, Гіддензее, Рюґен і Узедом, найбільший півострів — Фішланд-Дарс-Цинґст. За винятком Фемарн, вони є частиною узбережжя Бодден. Найбільші і найвідоміші острови у внутрішніх водоймах, озерах — Райхенау, Майнау і Ліндау на Боденському озері і Херренкімзее на Кімзее.

### Клімат
Більшість території Німеччини піддається впливу сезонного помірного клімату, в якому переважають вологі західні вітри. Клімат помірний пов'язаний з океанічною, Північноатлантичною течією, яка є північним продовження Гольфстриму. Ці теплі води впливають на райони, що межують із Північним морем у тому числі на території вздовж річки Рейн, яка впадає в Північне море. Отже, на північному заході і півночі країни, клімат океанічний, з випаданням опадів цілий рік із максимумом у літній період.
Тому зима в країні м'яка, а влітку, як правило, прохолодно, хоча температура може перевищувати і 30 °C доволі тривалий проміжок часу. На сході країни клімат більш континентальний; зима можливо холодніша, а літо доволі спекотне і сухе, триваліший час. Центральна і південна Німеччина належать до перехідних регіонів, тут варіюються, як помірно океанічний клімат, так і континентальний клімат.
Середньорічна кількість опадів (на основі статистичних даних у період 1961—1990 років) становить 700 міліметрів на рік. Середня щомісячна кількість опадів коливається від 40 мм до 77 мм у лютому та червні, відповідно.

### Фізико-географічне районування

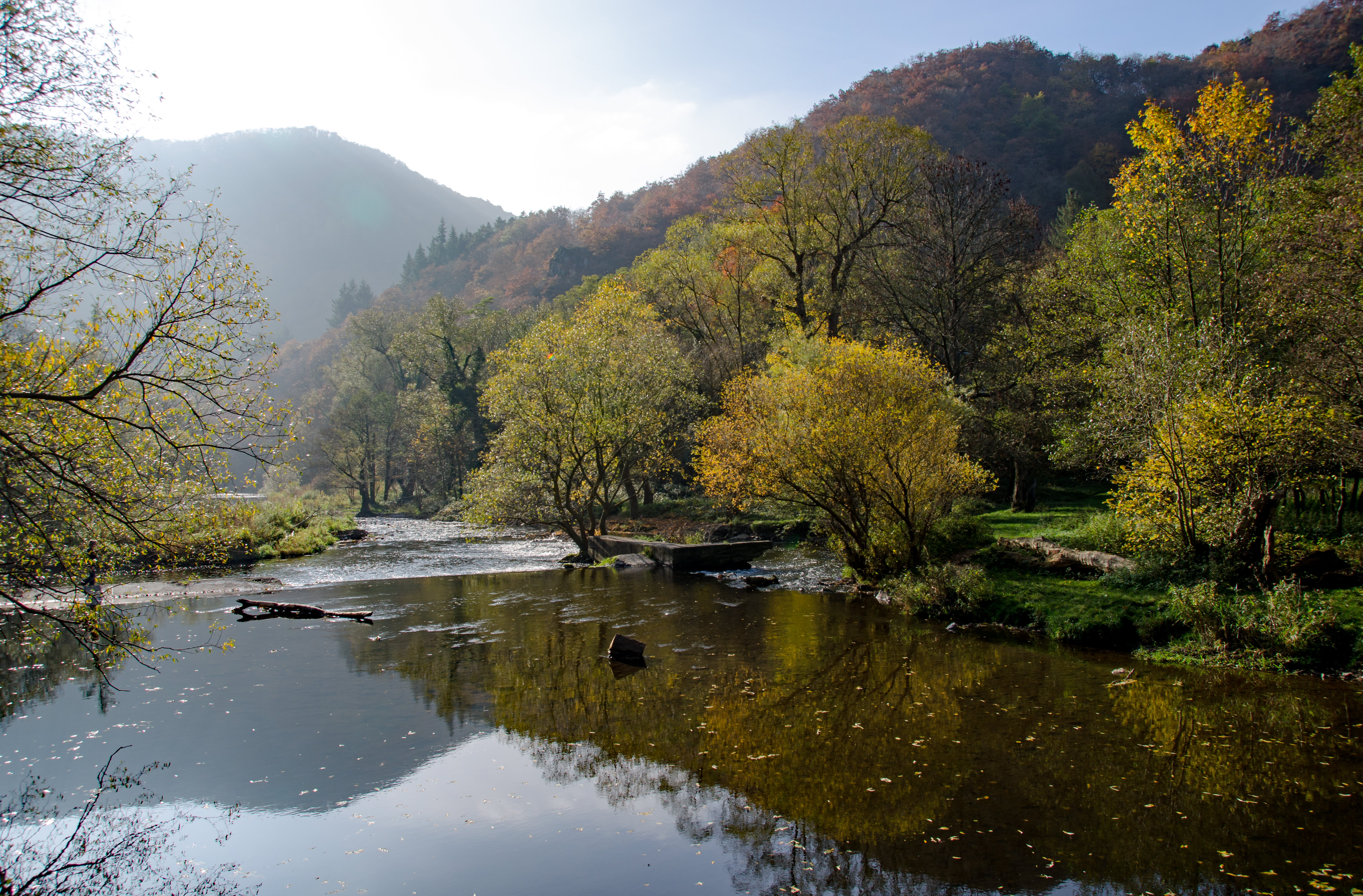
Осінь у природному заповіднику Аршляйфе

Німеччина розташована в центрі Європи на перехресті географічних поясів і природних зон. Характерною особливістю ландшафтної структури країни є поєднання рівнинних приморських територій, середньогірських масивів і величних альпійських вершин, які сформувались під впливом складної геологічної історії та кліматичних умов. Німеччина лежить у межах Центральноєвропейської фізико-географічної країни. Основними  тут є два типи ландшафтів: 1 — приатлантичні широколистянолісові;  2 — центральноєвропейські широколистянолісові. 
Територію Німеччини можна поділити на 3 великі фізико-географічні області:
- Північна Німецька низовина. Займає близько 30 % площі країни, тягнучись від узбережжя Північного та Балтійського морів до підніжжя середньогірських масивів. Вона сформована під час останнього зледеніння, про що свідчать моренні пагорби, зандрові рівнини, дюнні поля, численні озера та заболочені ділянки. Клімат океанічний, із м'якими зимами та прохолодним літом. Первинно тут переважали хвойно-широколистяні ліси (дуб, бук, сосна), але сьогодні більшість площ зайнята агроландшафтами. Виділяють 3 підобласті: 1) Узбережжя Північного моря (характерні припливно-відпливні рівнинні ландшафти, піщані коси та солончаки); 2) Узбережжя Балтійського моря (моренні пагорби та лагуни, фіорди); 3) Внутрішні рівнини (агроландшафти, соснові ліси на піщаних ґрунтах і торф'яні болота).
- Середньонімецькі гори. Область складається з низки гірських масивів і височин середньої висоти (400—1200 м), розділених долинами річок. Найвідоміші серед них є Шварцвальд (відомий хвойними лісами та глибокими долинами), Гарц (висота до 1142 м), Рудні гори (на кордоні з Чехією), Рейнські Сланцеві гори (формують долину Рейну), Тюринзький Ліс та Фіхтельгебірге. Клімат прохолодніший, особливо на західних навітряних схилах, кількість опадів 800—1200 мм/рік. Ландшафти: середньогір'я з густими буковими та смерековими лісами, трапляються торф'яники та високогірні луки; в долинах річок Рейн, Мозель і Ельба поширені виноградники та інші агроландшафти.
- Альпійська область. Область охоплює хвилясте передгір'я,  яке поступово переходить у Баварські Альпи. Гірські хребти на території Німеччини не перевищують 3000 м, але тут розташована найвища вершина країни — Цугшпітце (2962 м). Клімат різко контрастний, із прохолодним літом, довгою і сніжною зимою, кількістю опадів до 2000 мм на рік. Нижні схили вкриті хвойними та мішаними лісами. Вище 1500 м розташовані альпійські луки та субальпійські чагарники. Вище 2000 м переважають кам'янисті гірські ландшафти.

## Історія

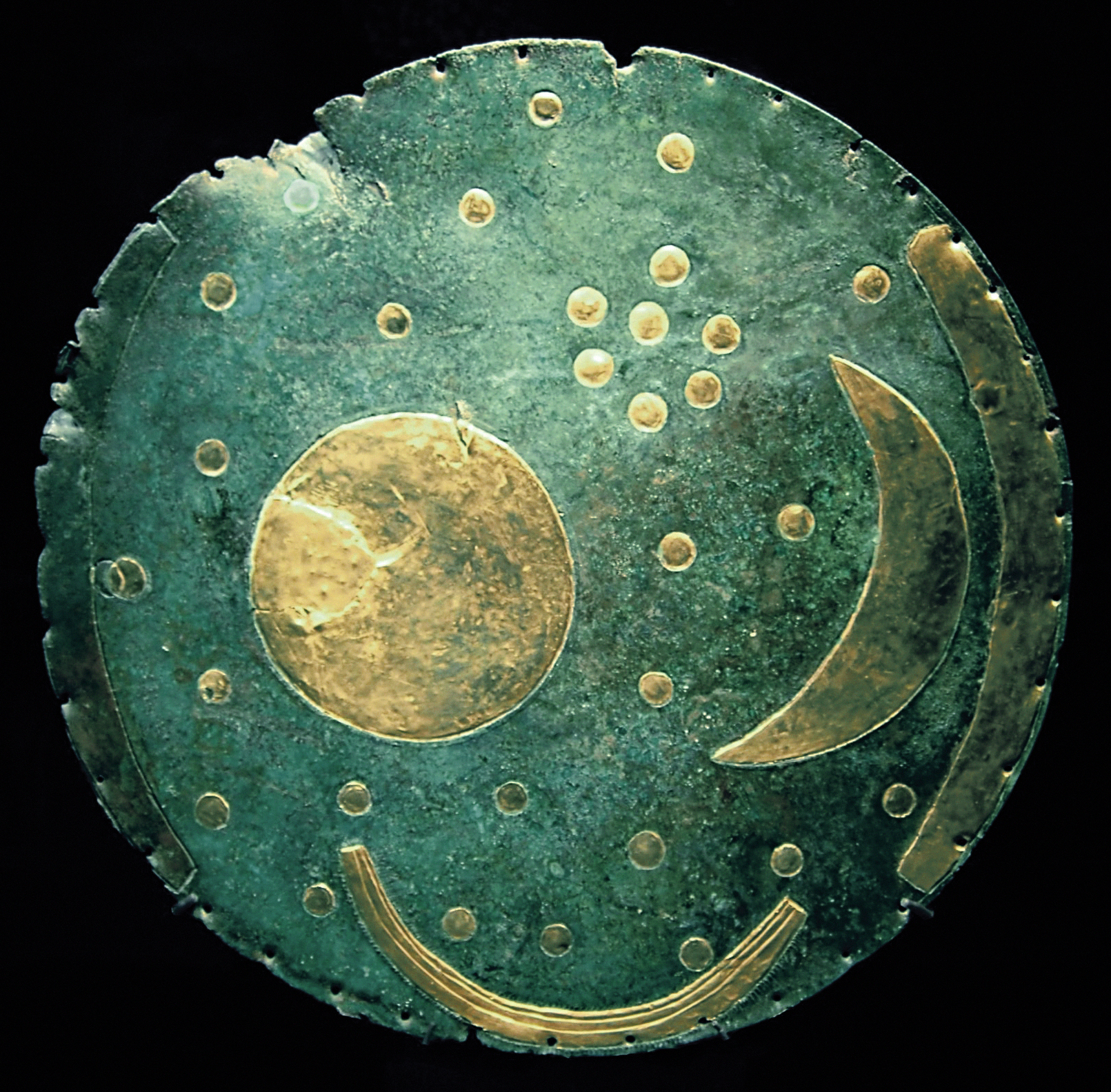
Диск із Небри, близько 1600 років до н. е., знайдений на території сучасної землі Саксонія-Ангальт

Територія сучасної Німеччини була заселена щонайменше 600 000 років тому. З присутністю давніх людей вчені пов'язують знахідки гайдельберзької людини в Мауері й неандертальців у Неандерталі. До епохи Ашель відносять окремі знахідки каменів, які, можливо, мають сліди обробки. На півдні Німеччини у верхньому палеоліті була поширена культура Мадлен, на півночі — гамбурзька та аренсбурзька культури. Протягом тисячоліть племена первісних мисливців і рибалок кочували в районах долин повноводних річок і освоювали північні окраїни, прилеглі до морського узбережжя Балтійського моря.
В мезоліті на півдні та центрі Німеччини виявлена тарденуазька і азильська культури, в той час як на півночі — культури Лінгбі й Маглемозе. У неоліті на території Німеччини поширилася культура лінійно-стрічкової кераміки, з носіями якої пов'язують розвиток ручного землеробства і перехід до скотарства. На зміну їм прийшли коло культур накольчато-стрічкової кераміки, представлені рядом локальних варіантів. Енеоліт і бронзовий вік характерний культурою лійчастого посуду, шнурової кераміки, культурою дзвоноподібних келихів, аллербергською культурою на Середньому Рейні.
У ранню залізну добу більшу частину території Німеччини займала ясторфська культура, західні області — культури групи Харпштедт-Нінбург, південні — латенської культури і пов'язані з ними групи. В цей період відбулось знайомство прадавніх племен із металургією, чому сприяла наявність болотної залізної руди. Зі знахідками ясторфської культури вчені пов'язують племена стародавніх германців. Вийшовши з півдня Скандинавії та узбережжя Балтійського та Північного морів, германці зайняли басейни Везера і Одри, проникаючи на південь до Дунаю. У результаті цього вони стали межувати з кельтами на заході, іранськими, балтійськими та слов'янськими племенами на сході та півдні. Перші свідчення про германців у писемних джерелах належать давньогрецькому мандрівнику та вченому Піфею з Массалії.

### Германські племена (100—500рр.)

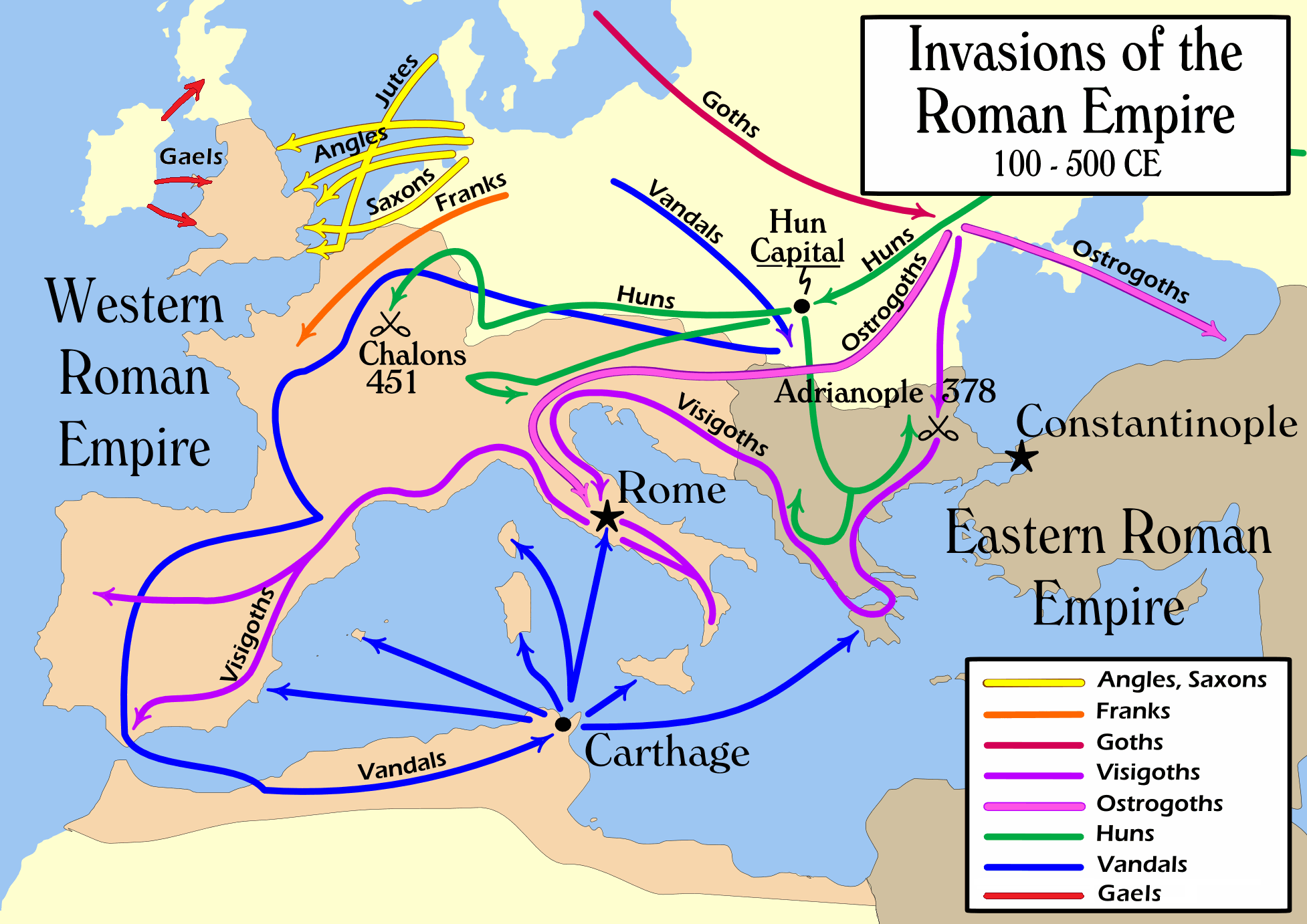
Міграції в Європі (100—500 рр.)

В середині I століття землі, розташовані на захід від Рейну, а пізніше й частина територій на південь від Дунаю завдяки військовим походам Юлія Цезаря увійшли до складу Римської держави. Римляни, керовані своєю експансіоністською політикою, спробували поширити свій вплив і на інші території. Однак спроба виявилась невдалою: у 9 році до н. е. римське військо зазнало нищівної поразки від об'єднаних германських племен, очолюваних вождем племені херусків Армінієм. На момент написання Тацитом своєї праці «Германія», німецькі племена мешкали уздовж Рейну і Дунаю, займаючи більшу частину сучасної Німеччини. Певні регіони все-таки потрапили під владу Риму, на них було утворено провінції Белгіка, Галлія, Верхня й Нижня Германія, Реція та Норік. Засновані римлянами міста, зокрема Аугсбург, Кельн, Майнц, Трір, в подальшій історії стали важливими політичними та економічними центрами.
У III столітті на території Німеччини виникла низка великих західногерманських племен: франки, сакси, англи, лонгбарди, алемани, бургунди та інші. Будучи сильними воїнами, германці залучались римлянами у військових цілях, а невдовзі отримали дозвіл оселятися у прикордонній зоні імперії та отримувати римське громадянство. Такий захист швидко перетворився на загрозу, коли сам Рим став залежним від варварів. Германські воєначальники та військові частини все частіше вирішували долю імператорів, доки врешті-решт 476 року полководець Одоакр не скинув останнього римського правителя. Одночасно відбувалось Велике переселення народів, в V столітті племена готів, вандалів, франків, саксонців та інших створили на території розваленої Західної Римської імперії власні королівства. До VI століття землі на схід від Ельби були залишені германцями, а дану територію заселили західнослов'янські племена полабів, лютичів та ободритів. Слід зазначити, що полабські слов'яни заснували велику кількість замків і поселень, які згодом стали німецькими містами: Любеч (Любек), Зверін (Шверін), Будишин (Бауцен), Бранібор (Бранденбург).

### Франкська держава та Священна Римська Імперія (962—1806рр.)

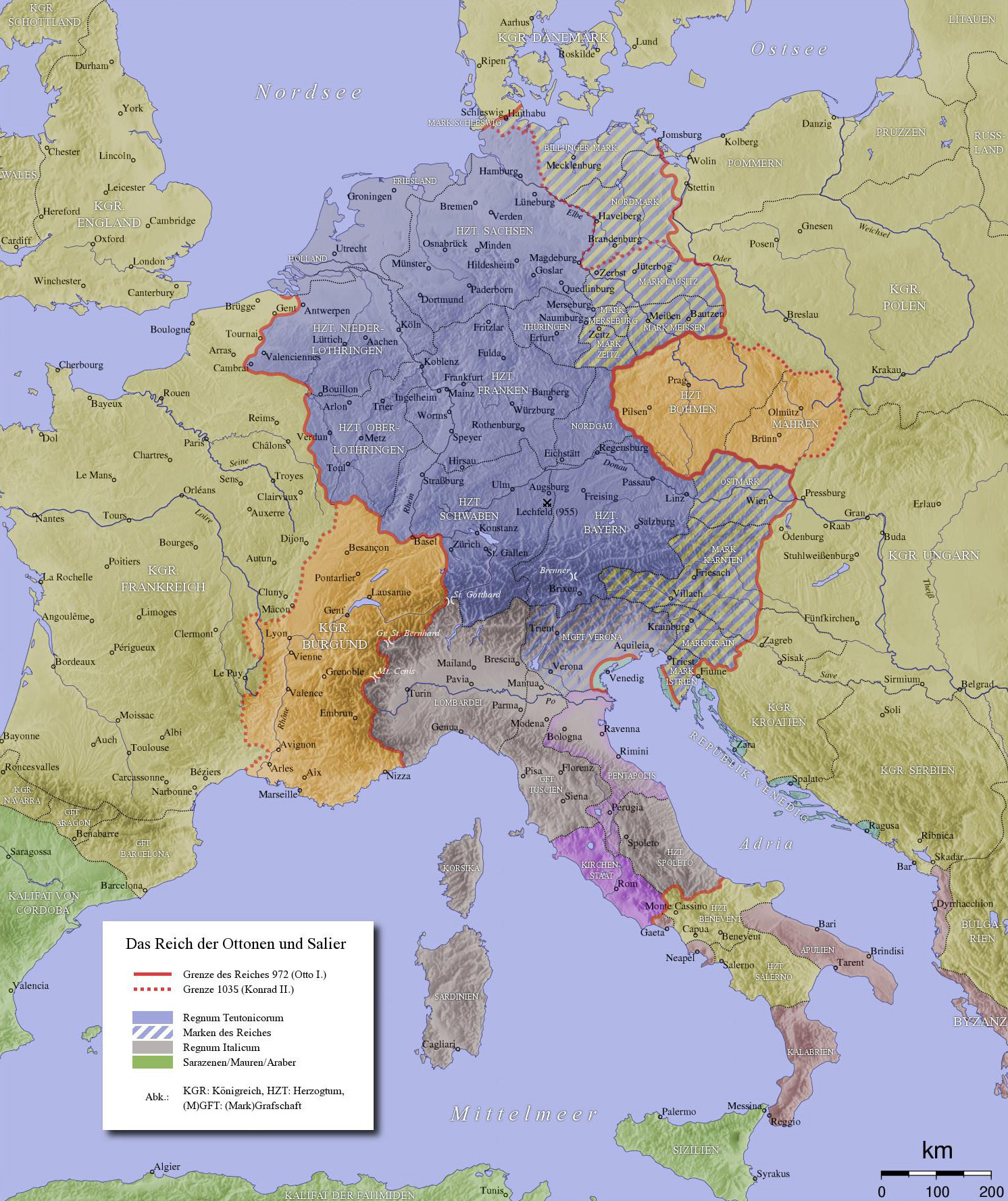
Мапа Священної Римської Імперії 10 століття

Східне Франкське королівство 843 року.

Після розпаду Римської імперії у Західній Європі утворилася Франкська держава, яка через три століття, при Карлі Великому, досягла піку могутності й перетворилася на імперію (800). Вона охоплювала території кількох сучасних держав, зокрема Німеччини. У країні відбувався процес утвердження католицизму, становлення системи великого феодального землеволодіння, а маси сільського населення ставали залежними від сеньйора. Єдина держава проіснувала недовго — у 843 році онуки правителя поділили її між собою на 3 королівства.
Історія Німеччини переплетена з історією її східної частини, яка дісталась Людовіку Німецькому із династії Каролінгів. Обраний правителем Генріх Птахолов став засновником вже Саксонської династії. Після компромісів та погроз застосування сили його королівську владу визнала Баварія та Швабія, Лотарингія та племена полабських слов'ян. Важливим чинником, що сприяв зміцненню позицій центральної влади, стала необхідність відсічі нападам угорців і вікінгів. Оттону Великому вдалось перемогти угорців у битві на Лехському полі, поклавши край їхній експансії на німецькі землі. Невдовзі, 2 лютого 962 року, Папа римський коронував його імператорською короною. Ця подія вважається традиційною датою заснування Священної Римської Імперії.
Новоутворена імперія простягнулася від Рейну на заході до Ельби на сході і від Північного моря до Альп, будучи станом на початок XI століття наймогутнішою державою Західної Європи. В роки правління імператорів із Салічної династії до її складу приєднали Бургундію та північну Італію, васальну залежність визнала Чехія. Посилилась роль великих феодалів, які набуваючи все більшу судову та адміністративну владу, починають відігравати самостійну політичну роль. Це стало причиною децентралізації держави. Хоча імператори намагалися боротися з даними тенденціями, опираючись на лицарство та мешканців міст, але разом із тим йшли на поступки знаті, аби заручитися її підтримкою в боротьбі з папством.

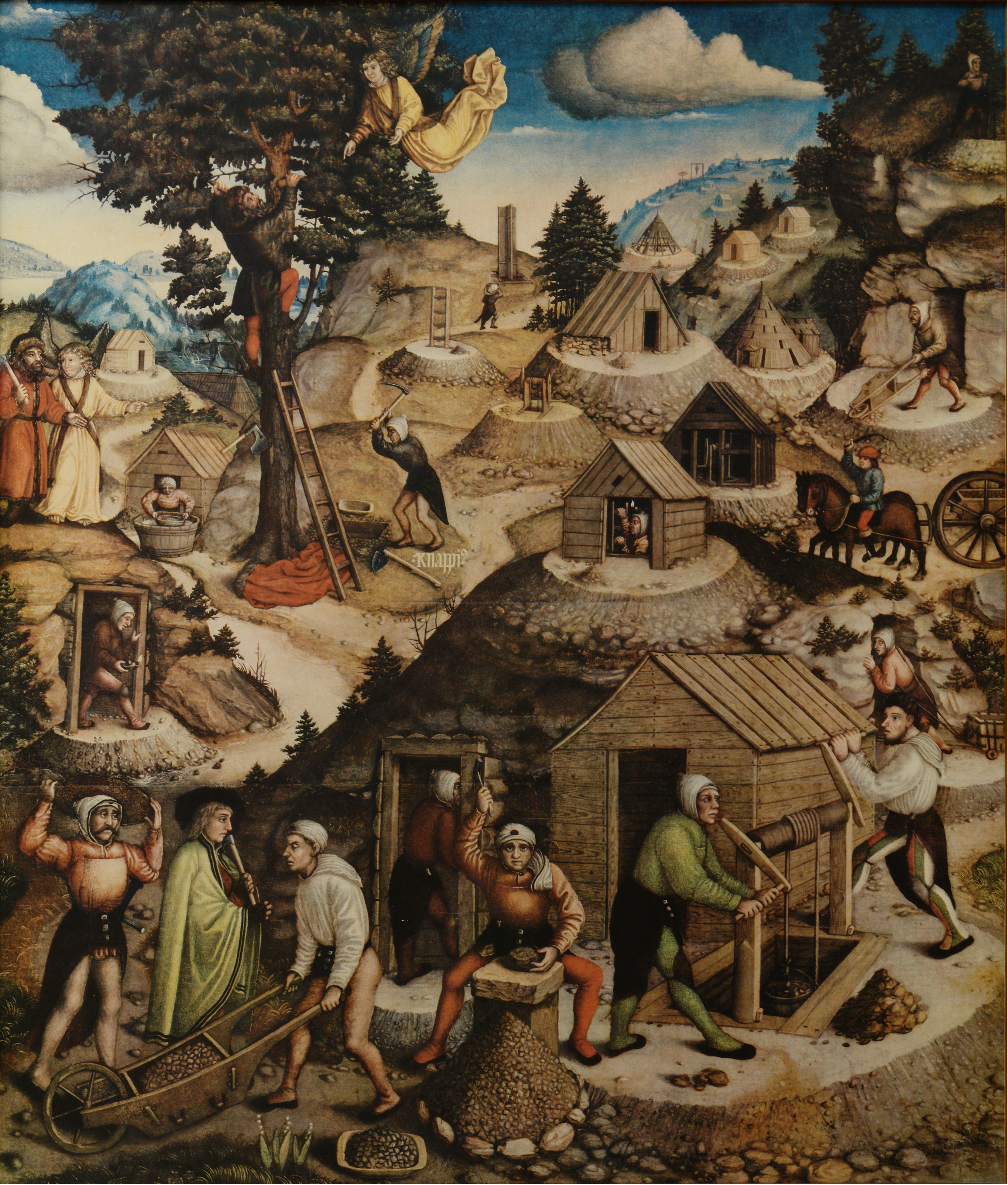
Мініатюра з хроніки XV століття «Видобуток руди»

Під час правління Гогенштауфенів (1138—1254), німецькі князі поширили свій вплив далі на схід і на південь, тобто на землі, що належали слов'янам; німецькі правителі заохочували утворення поселення колоністів та проводили політику германізації. Незважаючи на посилення феодальної роздробленості, мав місце значний економічний підйом. В цей час північнонімецькі міста, які входили до Ганзейського союзу, багатіли завдяки прибутковій торгівлі. Велика равенсбурзька торгова асоціація, що існувала на півдні Німеччини, мала аналогічну мету. Зростання товарно-грошових відносин викликало зміни в аграрному ладі. Феодали, прагнучи збільшити свої доходи, переводили селян на натуральні і грошові оброки. Замість колишньої системи панщини вводилися нові форми організації господарства та експлуатації селян, що передбачали послаблення і ліквідацію особистої залежності.
У першій половині XIV століття відбулось різке скорочення чисельності населення, причиною чого став Великий Голод 1315 року, за ним послідувала пандемія чуми, відома як Чорна Смерть (1348—1350). Але навіть вони не змогли перешкодити розквіту середньовічних німецьких міст, бурхливому росту ремесел і торгівлі, розвитку цехового ладу. Розвинувся інститут рейхстагу, який набув статусу інституту законодавчої влади і з 1489 року став поділятися на три курії. Зміни відбувались у державному управлінні. Затверджена в 1356 році імператором Карлом IV Люксембурзьким Золота булла ввела новий порядок обрання німецького короля колегією семи імперських курфюрстів. Наприкінці XV століття в гірничій справі, текстильній промисловості, книгодрукуванні Німеччини зародилися ранні форми мануфактури, почало складатися товарне виробництво. Німецькі художники, інженери і вчені розробили широкий спектр методів, аналогічних тим, які використовувалися італійськими майстрами та інженерами Венеції, Флоренції, Генуї. Мистецькі та культурні центри Німеччини дали плеяду талановитих художників, зокрема Ганса Гольбейна і його сина, а також Альбрехта Дюрера. Відкриття Йоганном Гутенбергом книгодрукування заклало основу для перетворення освіти на масову.

### Німецький союз та імперія

Німецький союз 1815 року

Таке становище зберігалося до 1806 року, коли німецький кайзер Франц II, який якраз перед цим, у 1804-у, став також імператором австрійської багатонаціональної держави, покинув престол під тиском французького імператора Наполеона. При Наполеоні Бонапарті кількість німецьких князівств і вільних міст значно скоротилася. Віденський конгрес сприяв подальшому об'єднанню Німеччини, внаслідок чого з 38 німецьких держав утворився вільний Німецький союз під верховенством Австрії. Після революції 1848 року став назрівати конфлікт між Пруссією і Австрією. Це призвело до війни 1866 року, в якій Пруссія здобула перемогу і приєднала кілька німецьких князівств. Німецький союз розпався.
У 1868 році був створений Північнонімецький союз на чолі з президентом — королем Пруссії. 1871 року Рейхстаг проголосив президента Північнонімецького Союзу, прусського короля Вільгельма I Гогенцоллерна, імператором Німеччини, канцлером якої був призначений Отто фон Бісмарк.

### Новітній період
1914 року Німеччина вступила в Першу світову війну, програш у якій привів до краху імперії і створення так званої Веймарської республіки.
1933 року канцлером Німеччини призначений вождь Німецької націонал-соціалістичної робітничої партії Адольф Гітлер, при якому Німеччина проводила агресивну експансіоністську і реваншистську політику, яка в 1939 році призвела до Другої світової війни.
Після того, як Німеччина зазнала поразки у Другій світовій війні, її державність була призупинена, від території Німеччини відокремлені великі території, а решта була розділена на 4 зони окупації: радянську, американську, британську та французьку. 1949 року на територіях американської, британської та французької зон окупації створена Федеративна Республіка Німеччина (ФРН), на території радянської зони окупації — Німецька Демократична республіка (НДР).

#### Берлінський мур

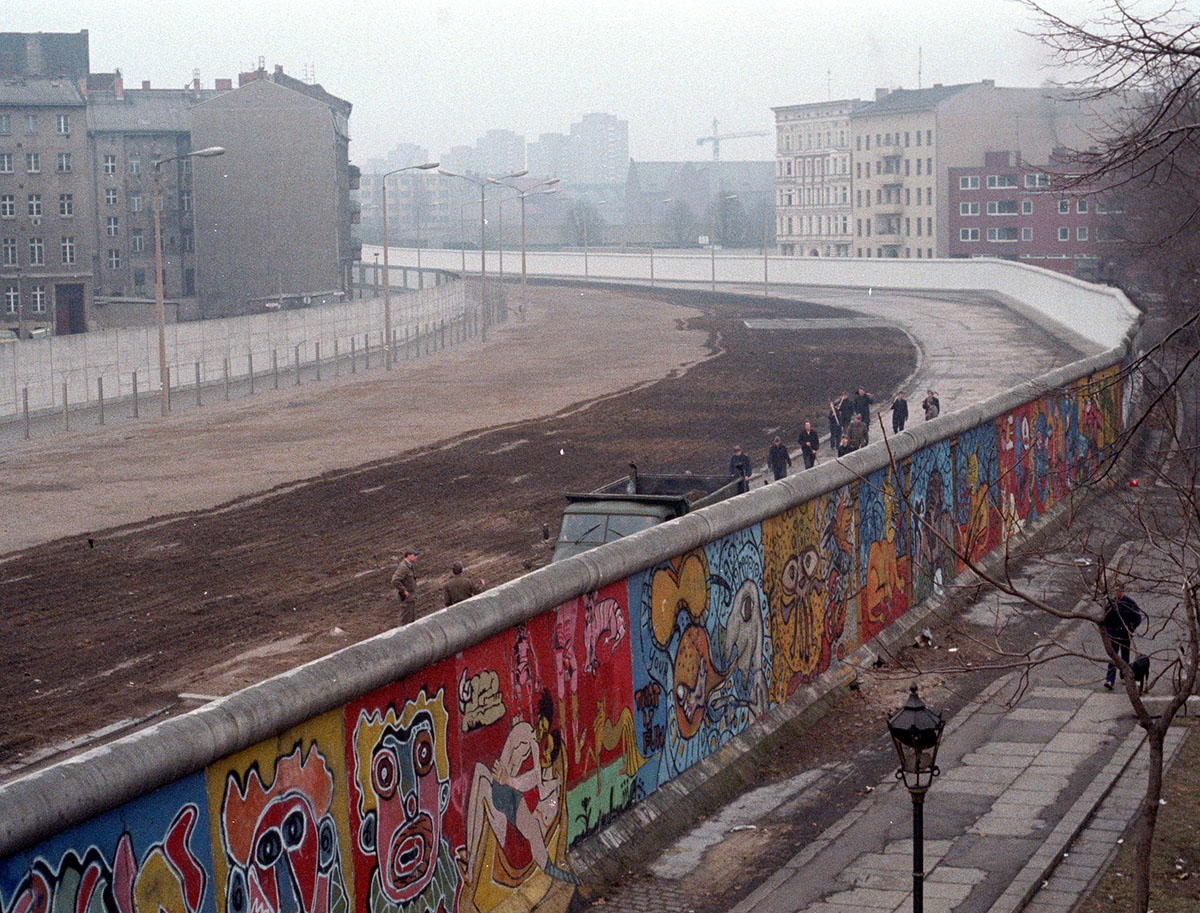
Берлінський мур, фото 1986 року

1959 року у НДР почалася колективізація сільського господарства та роздержавлення численних дрібних підприємств. До 1960 року приватне володіння землею довели від 52 % у 1958 до 8 %. На підтримку Східної Німеччини Микита Хрущов вимагав від західних держав фактичного її визнання, погрожуючи закрити доступ до Західного Берліна. Однак до 1970-х років «захід» відмовлявся визнати НДР, наполягаючи на об'єднанні Німеччини відповідно до повоєнних домовленостей. Водночас все більше мешканців Східної Німеччини (НДР) іммігрувало у Західну (ФРН), 1961 року — близько 207 тисяч громадян. У серпні того самого року уряд НДР, аби блокувати потік біженців, наказав спорудити бетонний мур і загородження з колючого дроту між Східним і Західним Берліном.

#### Об'єднання Німеччини

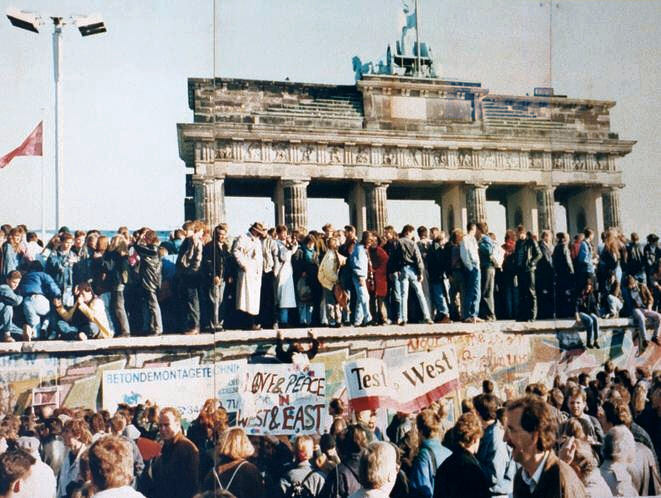
Берлінський мур під час його падіння в 1989 році з Бранденбурзькими воротами на задньому плані

1985 року близько 400 тисяч громадян НДР подали заяву про видачу постійної виїзної візи. Представники інтелігенції та церковні діячі вже відкрито критикували режим за відсутність політичних і культурних свобод. Невдоволення більшості східнонімецьких громадян урядом досягло кульмінації 1989 року. У той час, коли сусідні держави намагались лібералізувати свої режими, Соціалістична єдина партія Німеччини вітала жорстоке придушення демонстрації китайських студентів у червні 1989 на площі Тяньаньмень. Наприкінці того самого року громадянське невдоволення вилилося в колосальні демонстрації протесту в самій НДР.
У березні 1990 року громадяни НДР взяли участь у перших виборах за останні 58 років. Перемогу здобув блок партій, близький до західнонімецького Християнсько-демократичного союзу, який виступав за об'єднання Німеччини. Першим обраним прем'єр-міністром НДР став Лотар де Мезьєр, під його керівництвом здійснені важливі зміни, зокрема відновлені 5 федеральних земель (ліквідовані 1952 року), а 3 жовтня 1990 року НДР припинила самостійне існування і була включена до складу ФРН.

#### Сучасність

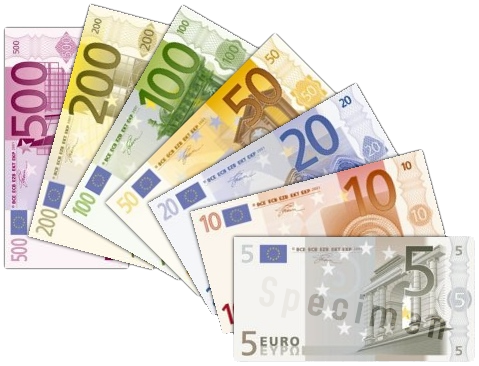
Нова валюта євро (див. т. німецькі монети євро) увійшла в обіг у Німеччині від 1 січня 2002 року

На підставі Бонн-Берлінського акту, прийнятого парламентом 10 березня 1994 року, Берлін знову став столицею об'єднаної Німеччини, в той час як Бонн отримав унікальний статус Bundesstadt — місто федерального значення зі збереженням низки федеральних міністерств. Перенесення уряду завершилося 1999 року.
Після возз'єднання Німеччина почала відігравати активнішу роль у діяльності Європейського Союзу і НАТО. Країна скерувала свої війська для забезпечення стабільності на Балканах і надіслала свій миротворчий контингент в Афганістан. Ці дії були сприйняті неоднозначно, оскільки відповідно до післявоєнних домовленостей, Німеччина мала право на розгортання військ тільки для оборонних цілей. Розгортання ж військ на чужих територіях не підпадало під оборонні положення, однак парламентське голосування з цього питання легалізувало участь Німеччини саме у миротворчому контексті.
2005 року Ангела Меркель обрана першою жінкою-канцлером Німеччини. У період з 2005 по 2009 рік вона стояла на чолі, так званої, «Великої коаліції», яку підтримувала її власна парламентська група (у складі ХДС і ХСС) та соціал-демократична партія (СДПН). Після загальних виборів 27 вересня 2009 року Меркель сформувала нинішній коаліційний уряд, у якому Соціал-демократичну партію замінила Вільна демократична партія (ВДП).

## Адміністративний устрій
Німеччина поділена на 16 політико-адміністративних територій — федеральні землі. Останні своєю чергою діляться на 439 районів (нім. Kreise) і міських округів (нім. kreisfreie Städte).
| Земля                          | Столиця     | Площа (км²) | Населення |
| ------------------------------ | ----------- | ----------- | --------- |
| Баден-Вюртемберг               | Штутгарт    | 35752       | 10717000  |
| Баварія                        | Мюнхен      | 70549       | 12444000  |
| Берлін                         | Берлін      | 892         | 3400000   |
| Бранденбург                    | Потсдам     | 29477       | 2568000   |
| Бремен                         | Бремен      | 404         | 663000    |
| Гамбург                        | Гамбург     | 755         | 1735000   |
| Гессен                         | Вісбаден    | 21115       | 6098000   |
| Мекленбург — Передня Померанія | Шверін      | 23174       | 1720000   |
| Нижня Саксонія                 | Ганновер    | 47618       | 8001000   |
| Північний Райн — Вестфалія     | Дюссельдорф | 34043       | 18075000  |
| Райнланд-Пфальц                | Майнц       | 19847       | 4061000   |
| Заарланд                       | Заарбрюкен  | 2569        | 1056000   |
| Саксонія                       | Дрезден     | 18416       | 4296000   |
| Саксонія-Ангальт               | Магдебург   | 20445       | 2494000   |
| Шлезвіг-Гольштайн              | Кіль        | 15763       | 2829000   |
| Тюрингія                       | Ерфурт      | 16172       | 2355000   |

## Державний устрій
|                                             |                           |
| Франк-Вальтер Штайнмаєр Президент з 2017 р. | Олаф Шольц Канцлер з 2021 |

Німеччина є федеративною, демократичною, парламентською республікою. Її політична система ґрунтується на принципах, закладених у конституційному документі, відомому як Grundgesetz (Основний закон). Для внесення поправок до нього потрібно згоду двох третин депутатського складу Бундестагу та Бундесрату, що робить його жорсткою конституцією. Фундаментальні принципи Основного закону гарантують основоположні права людини, зокрема повагу до людської гідності, самостійність гілок влади, федеральну структуру і верховенство права. Такі форми прямої демократії, як референдум або народна ініціатива, Основний закон передбачає лише у винятковому випадку, коли мова йде про поділ території ФРН.
Президент Німеччини, яким з 19 березня 2017 року є Франк-Вальтер Штайнмайєр, формально є главою держави та уособлює єдність політичного устрою. Він обирається Федеральними зборами, спеціальною установою, що складається з членів Бундестагу і рівної кількості державних делегатів, обраних ландтагами. На посаду президента може обратись будь-який громадянин ФРН, що досяг 40 років. Строк його повноважень складає 5 років, але дозволяються одноразові перевибори. В обов'язки федерального президента входять промульгація законів, призначення посадових осіб, виконання представницьких функцій, також він може помилувати злочинців. Прийняті ним акти, як правило, вимагають контрасигнації канцлера або відповідного міністра. Другою найвищою посадою в німецькому порядку старшинства є Президент Бундестагу (Bundestagspräsident), який обирається парламентом і головує на її засіданнях. Нині даний пост займає Бербель Бас.
Законодавча влада належить федеральному парламенту — Бундестагу, який обирається громадянами на 4 роки. Відповідно до Основного закону він вважається однопалатним, однак фактично має дві палати — Бундестаг та Бундесрат (Федеральна рада). Власне парламентом є тільки Бундестаг. Нижня палата складається з 496 депутатів, що володіють вільним представницьким мандатом від німецького народу; її члени обираються загальними, прямими, рівними і таємними виборами за змішаною пропорційно-мажоритарною системою строком на 4 роки. Найважливішими функціями Бундестагу є прийняття федеральних законів, контроль за роботою уряду та вибори федерального президента, дана палата має право утворювати галузеві комітети.

Бундесрат, відповідно до статті 50 Основного закону, вважається органом, через який федеральні землі беруть участь у законодавчому та адміністративному управлінні та в справах Європейського Союзу. Депутати Бундесрату мають так званий імперативний мандат від урядів федеральних земель, його склад змінюється у міру проведення виборів у ландтаги. Залежно від кількості мешканців землі мають від 3 до 6 голосів. У Бундесрат надходять всі законопроєкти. Ті з них, які зачіпають компетенцію федеральних земель, повинні отримати його схвалення (з бюджету і податків, питань території і меж земель, структури і організації земельних влади, освіти та культури). Щодо інших законопроєктів Бундесрат може заявити протест, у такому випадку закон повторно розглядається в Бундестазі і в разі відхилення протесту Бундесрату набуває чинності.

Політична система Німеччини

Виконавчу владу здійснює федеральний уряд, який складається з канцлера та міністрів. Федеральний канцлер, безсумнівно, є ключовою фігурою в державному управлінні, він призначається президентом після обрання в Бундестазі, власноруч обирає міністрів та встановлює галузі їхньої діяльності. Урядові повноваження дуже широкі: він здійснює всі функції з управління, має сильні позиції в законодавчій сфері; з даної причини форму правління Німеччини нерідко називають «канцлерською демократією». З 22 листопада 2005 року по 8 грудня 2021 посаду канцлерки обіймала Анґела Меркель.
Роль політичних партій у Німеччині є значною і закріплена статтею 21 Конституції. Вони висувають кандидатів на політичні посади, впливають на визначення особового складу керівних органів державної адміністрації, судів та прокуратури. У ФРН традиційно існує багатопартійна система. Найбільш впливовими партіями є Християнсько-демократичний союз (ХДС), Християнсько-соціальний союз (ХСС) та Соціал-демократична партія. Помітну роль у політичному житті країни відіграють також ліберальна Вільна демократична партія і Союз 90/Зелені. За результатами парламентських виборів 2017 року до Бундестагу пройшла право-популістська партія Альтернатива для Німеччини.

## Економіка

Німеччина — член єврозони і Європейського єдиного ринку

### Економічна історія
У другій половині 20 століття Німеччина була розколота на дві країни, що розвивалися у різних напрямах. У ФРН економічна модель отримала назву «соціального ринкового господарства», яке забезпечувало високу ефективність ринкової економіки і гарантувала максимум соціальної справедливості. Після возз'єднання 1990 року економічна політика Німеччини була скерована на вирівняння відмінностей між західною та східною частинами країни.
Сучасна економіка Німеччини соціально-орієнтована із високорозвиненою інфраструктурою, високим рівнем ринкової капіталізації, низьким рівнем корупції і високим рівнем інноваційності.

### Державний і приватний сектори
Нині державний сектор економіки представлений в основному об'єктами інфраструктури, при цьому системи водопостачання, електропостачання тощо належать місцевим органам влади. Існують державні монополії (Німецька федеральна пошта, Німецька федеральна дорога тощо). Частка держави в акціонерному капіталі становить близько 9 %.
Великі компанії (включаючи державний та іноземний капітал із числом зайнятих понад 1 тис. осіб) виробляють 51 % національного ВВП. Найбільші компанії Німеччини за рівнем ринкової капіталізації — «Даймлер-Крайслер», Siemens AG, «Deutsche Bank», однак переважна більшість працюючих зайнята в малому та середньому бізнесі.

### Промисловість

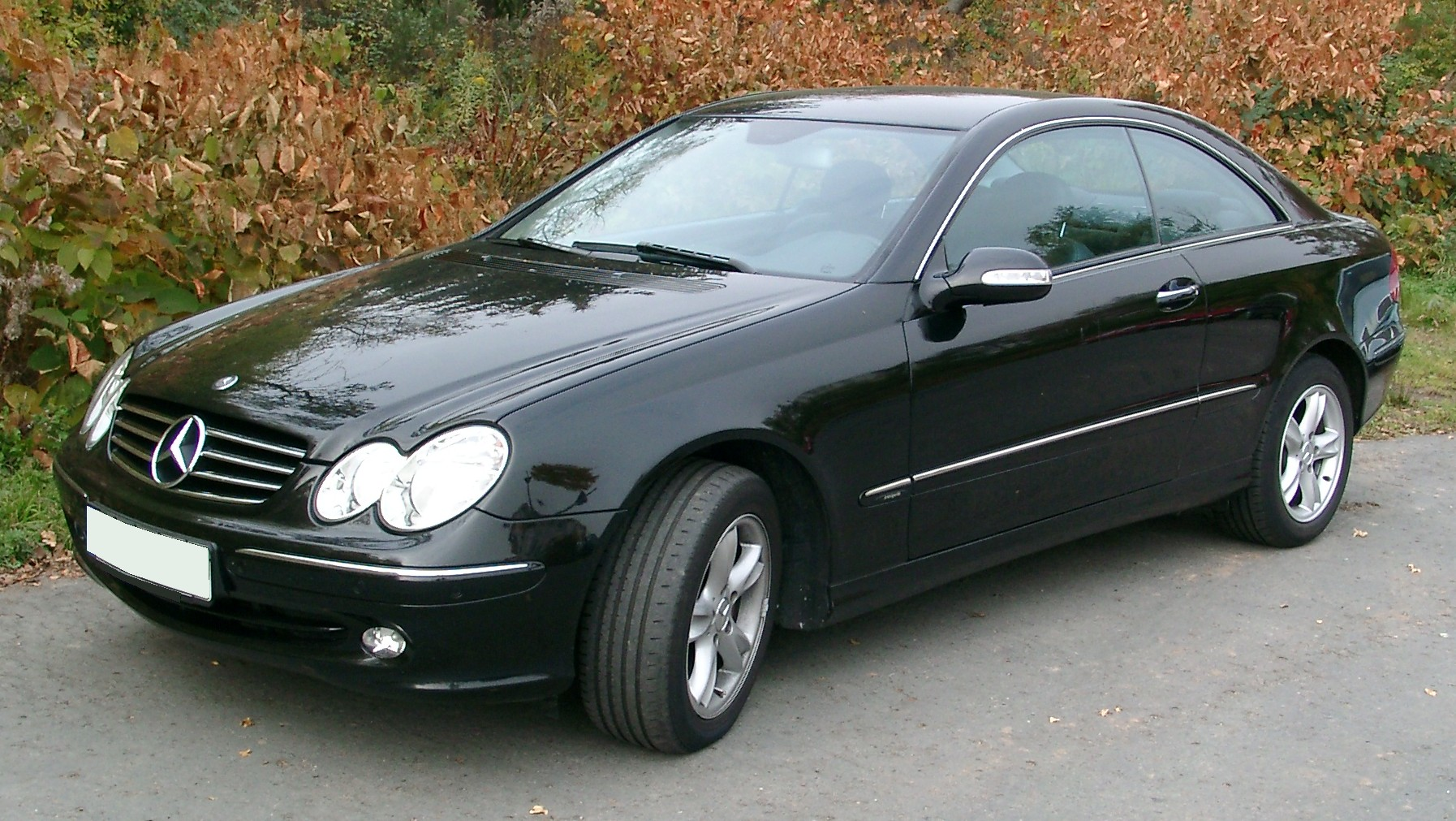
Mercedes-Benz W209. В період 2003—2008 років Німеччина була лідером з експорту автомобілів.

Німеччина — одна з високорозвинених країн світу. Вона посідає перше місце в Європі за кількістю виробленої промислової продукції. Провідне місце в економіці займають електронно-технічна, машинобудівна (в тому числі автомобілебудування, представлене компаніями Volkswagen Group, BMW, Mercedes-Benz, Daimler, Opel, Porsche), гірнича (видобуваються вугілля, нафта та природний газ, руди цинку та олова, кам'яна сіль), металургійна, хімічна, харчова, суднобудівна, текстильна, нафтопереробна галузі промисловості.
Німеччина імпортує продукцію машинобудівної, харчової, легкої та важкої промисловості. Головними партнерами Німеччини з імпорту є країни ЄС 52 % (головним чином Франція 10 %, Нідерланди 9 %, Італія 7 %, Велика Британія 7 %, Бельгія та Люксембург 5 %), США 9 %, Японія 5 %.
Водночас Німеччина експортує машинобудівну продукцію, автомобілі, хімічну продукцію, метали та вироби з металу, продукти харчування, текстиль. Головними експортними партнерами Німеччини є країни Європейського Союзу 56 % (Франція 11 %, Велика Британія 8 %, Італія 8 %, Нідерланди 6 %, Бельгія та Люксембург 5 %), а також США 10 % та Японія 2 %.

### Сільське господарство
Понад третина території Німеччини зайнята сільським господарством. Переважно вирощуються зернові, картопля, цукрові буряки, рослини, з яких виробляється олія. Німеччина — лідер-виробник хмелю, з якого виробляється понад 5,5 тис. ґатунків пива. На півдні країни (особливо в долинах річок Рейн та Везер) вирощується виноград.

## Населення

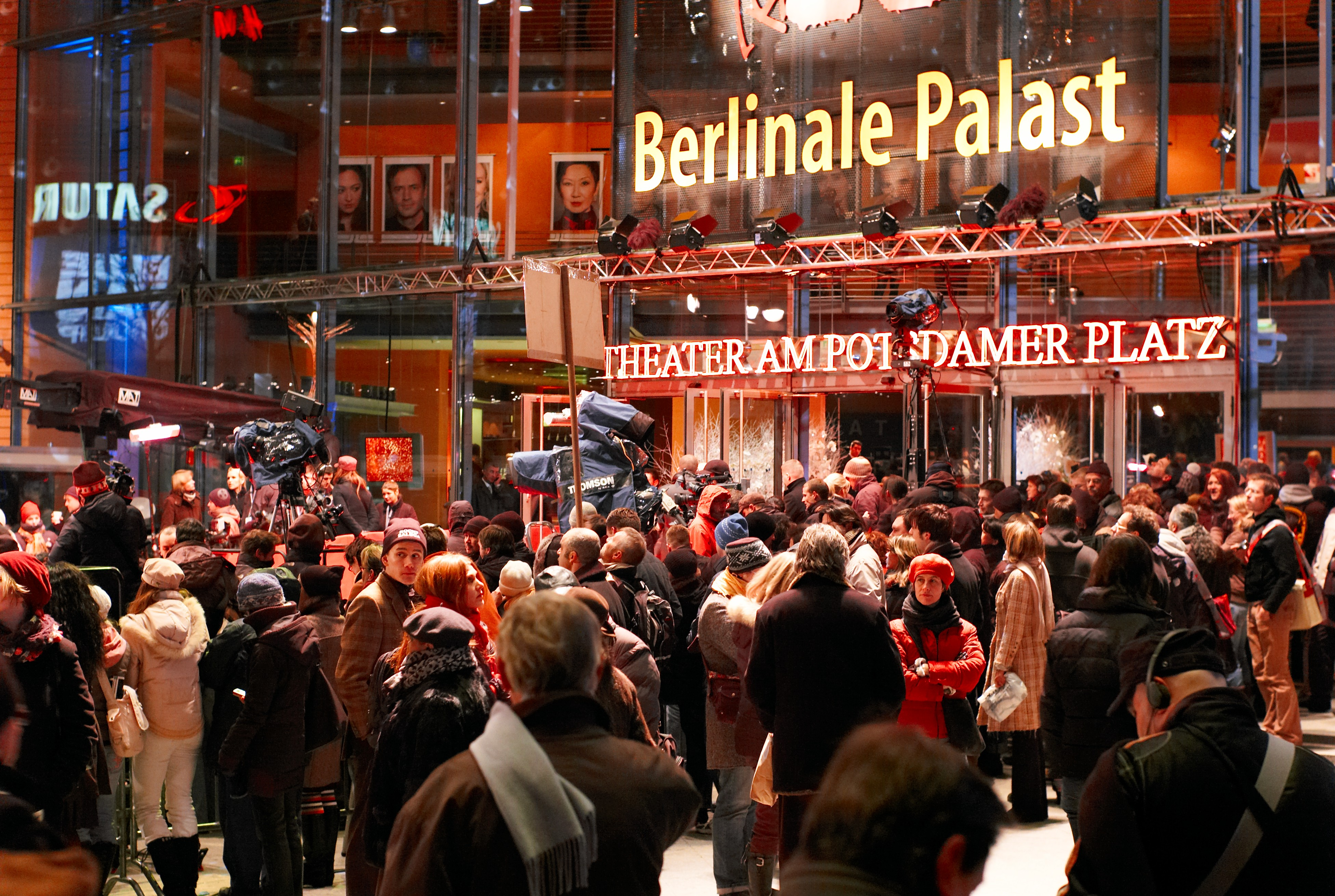
Берлін — окрема федеральна земля та найбільше місто за кількістю населення.

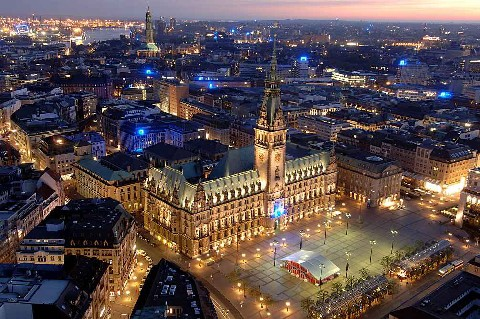
Гамбург — друге за кількістю населення місто Німеччини.

Населення Німеччини — 81,8 мільйона мешканців, із них 73,8 мільйона з німецьким, а 8 мільйонів з іноземним громадянством. У 2010 р. у країні проживало 65 млн німців та 15,5 млн іноземців. Найбільші групи — турки й курди (3,2 млн), поляки (1,6 млн), вихідці з країн пострадянського простору (українці, росіяни, євреї, російські німці (1,4 млн), вихідці з країн Західної Європи та Балкан (2,9 млн), вихідці з країн Азії (1,6 млн).
Демографічний розподіл по найбільших містах Німеччини:

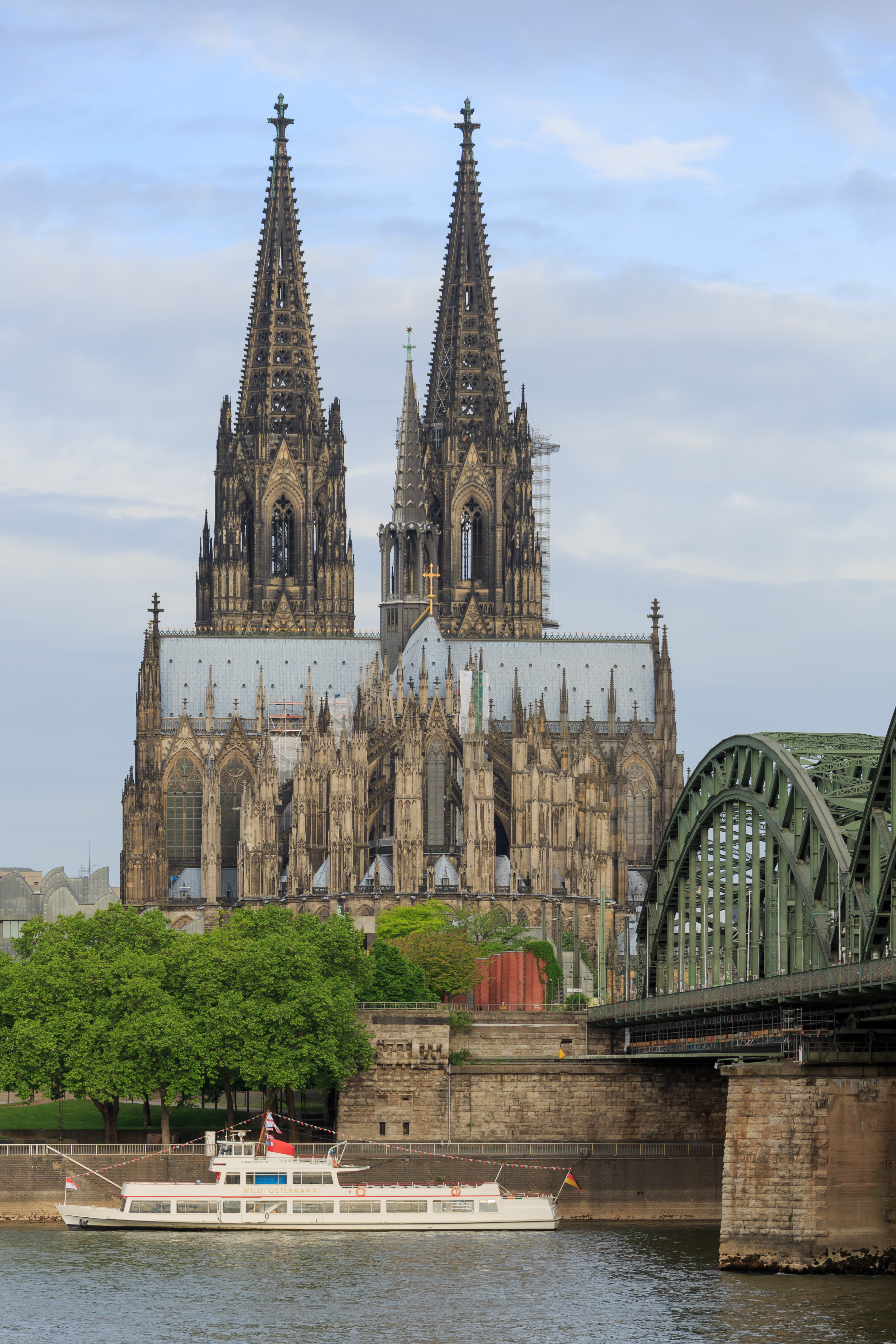
Кельнський собор

| Конурбація               | Населення міста | Населення агломерації | Населення області |
| ------------------------ | --------------- | --------------------- | ----------------- |
| Берлін                   | 3 450 000       | 4 300 000             | 5 950 000         |
| Гамбург                  | 1 780 000       | 2 600 000             | 4 270 000         |
| Мюнхен                   | 1 330 000       | 2 000 000             | 5 200 000         |
| Кельн                    | 1 000 000       | 1 900 000             | 11 690 000        |
| Франкфурт-на-Майні       | 670 000         | 1 930 000             | 5 520 000         |
| Штутгарт                 | 600 000         | 1 800 000             | 5 290 000         |
| Рурський регіон/Рейн-Рур |                 | 4 700 000             | 11 470 000        |

### Мова
Офіційна мова — німецька. Данська, нижньонімецька, нижньорейнська, верхньолужицька, нижньолужицька, ромська, північнофризька, східнофризька, є офіційно визнаними мовами етнічних меншин. Як іноземну мову в школах вивчають англійську, французьку, латинську, іспанську, російську, італійську, турецьку, давньогрецьку та інші, зокрема у деяких федеральних землях і українську.
Німецька мова поділяється на три групи діалектів: нижньонімецькі, середньонімецькі та верхньонімецькі. Нижньонімецькі — нижньофранкський, нижньоалеманський та фризький; середньонімецькі — саксонський, тюринзький та франкський; верхньонімецькі — верхньофранкський, алеманський та баварський.

### Релігія
Конституція Німеччини як основний закон гарантує свободу віри та релігій у країні. Німеччина, християнізована з франкських часів, рідний край Реформації. Перед Другою світовою війною 2/3 німців були протестантами, 1/3 римо-католиками. З 1948 року існує об'єднання лютеранських та реформатських земельних Церков Німеччини — Євангелічна церква Німеччини. З 1969 по 1991 існувала окрема Євангелічна церква НДР.
Нині 29,7 % німців лютерани та протестанти, 31,2 % католики, 3,9 % мусульмани та 0,1 % юдеї. У Німеччині живе приблизно 3 мільйони мусульман, близько 100 000 православних, 380 000 новоапостолів та 100 000 юдеїв. Приблизно 25 відсотків населення Німеччини не належать до жодної релігійної групи.
Релігійність у країні з року в рік послаблюється: 2010 року католицьку церкву залишили понад 180 тис. парафіян, також перестали вважати себе протестантами понад 150 тис. німців. Попереднього року зростання кількості атеїстів теж було вражаючим — понад 260 тис. з обох християнських церков. Католицькі теологи закликають до кардинальних реформ церкви.

### Свята Німеччини
У Німеччині є державні та церковні свята, загальнодержавні й такі, що святкуються тільки в певних федеральних землях, регіонах і навіть тільки в окремому місті (нім. Augsburger Friedensfest).
| Назва українською                       | Назва німецькою           | Дата        | BW | BY | BE | BB | HB | HH | HE | MV | NI | NW | RP | SL | SN | ST | SH | TH |
| --------------------------------------- | ------------------------- | ----------- | -- | -- | -- | -- | -- | -- | -- | -- | -- | -- | -- | -- | -- | -- | -- | -- |
| Новий Рік                               | Neujahr                   | 1 січня     | X  | X  | X  | X  | X  | X  | X  | X  | X  | X  | X  | X  | X  | X  | X  | X  |
| Хрещення Господнє (Свято трьох волхвів) | Heilige Drei Könige       | 6 січня     | X  | X  |    |    |    |    |    |    |    |    |    |    |    | X  |    |    |
| Страсна п'ятниця                        | Karfreitag                | змінюється  | X  | X  | X  | X  | X  | X  | X  | X  | X  | X  | X  | X  | X  | X  | X  | X  |
| Великдень                               | Ostern                    | змінюється  | X  | X  | X  | X  | X  | X  | X  | X  | X  | X  | X  | X  | X  | X  | X  | X  |
| Перше травня                            | Tag der Arbeit            | 1 травня    | X  | X  | X  | X  | X  | X  | X  | X  | X  | X  | X  | X  | X  | X  | X  | X  |
| Вознесіння Господнє                     | Christi Himmelfahrt       | змінюється  | X  | X  | X  | X  | X  | X  | X  | X  | X  | X  | X  | X  | X  | X  | X  | X  |
| Трійця — Свято Святого Духа             | Pfingstmontag             | змінюється  | X  | X  | X  | X  | X  | X  | X  | X  | X  | X  | X  | X  | X  | X  | X  | X  |
| Свято Тіла Христового                   | Fronleichnam              | змінюється  | X  | X  |    |    |    |    | X  |    |    | X  | X  | X  | X  |    |    | X  |
|                                         | Augsburger Friedensfest   | 8 серпня    |    | X  |    |    |    |    |    |    |    |    |    |    |    |    |    |    |
| Успіння Богородиці                      | Mariä Himmelfahrt         | 15 серпня   |    | X  |    |    |    |    |    |    |    |    |    | X  |    |    |    |    |
| День національної єдності               | Tag der Deutschen Einheit | 3 жовтня    | X  | X  | X  | X  | X  | X  | X  | X  | X  | X  | X  | X  | X  | X  | X  | X  |
| День Реформації                         | Reformationstag           | 31 жовтня   |    |    |    | X  |    |    |    | X  |    |    |    |    | X  | X  |    | X  |
| День всіх святих                        | Allerheiligen             | 1 листопада | X  | X  |    |    |    |    |    |    |    | X  | X  | X  |    |    |    |    |
| День розкаяння і молитви                | Buß- und Bettag           | змінюється  |    |    |    |    |    |    |    |    |    |    |    |    | X  |    |    |    |
| Різдво 1-й день                         | 1. Weihnachtstag          | 25 грудня   | X  | X  | X  | X  | X  | X  | X  | X  | X  | X  | X  | X  | X  | X  | X  | X  |
| Різдво 2-й день                         | 2. Weihnachtstag          | 26 грудня   | X  | X  | X  | X  | X  | X  | X  | X  | X  | X  | X  | X  | X  | X  | X  | X  |

## Освіта

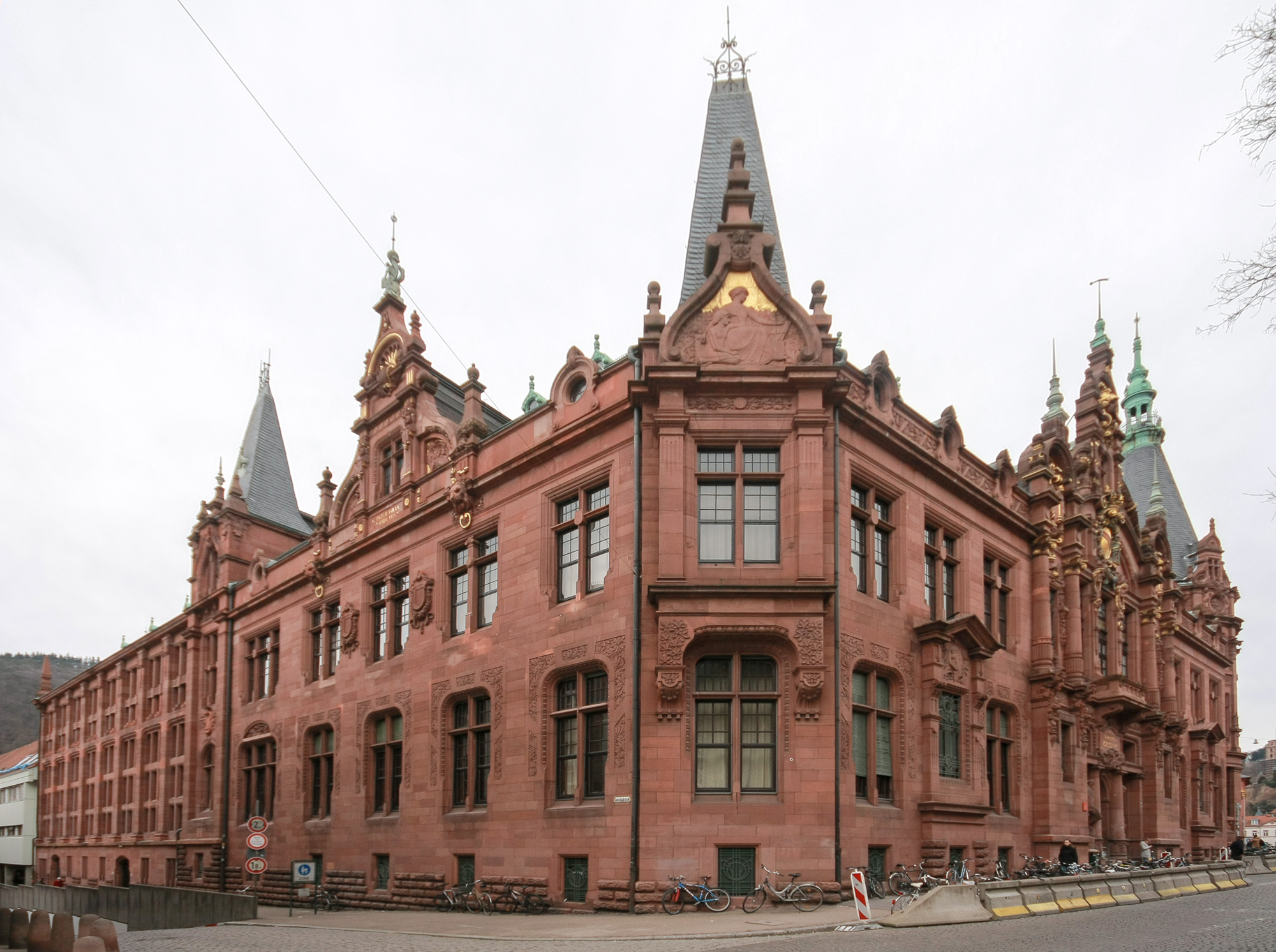
Історична будівля бібліотеки Гейдельберзького університету

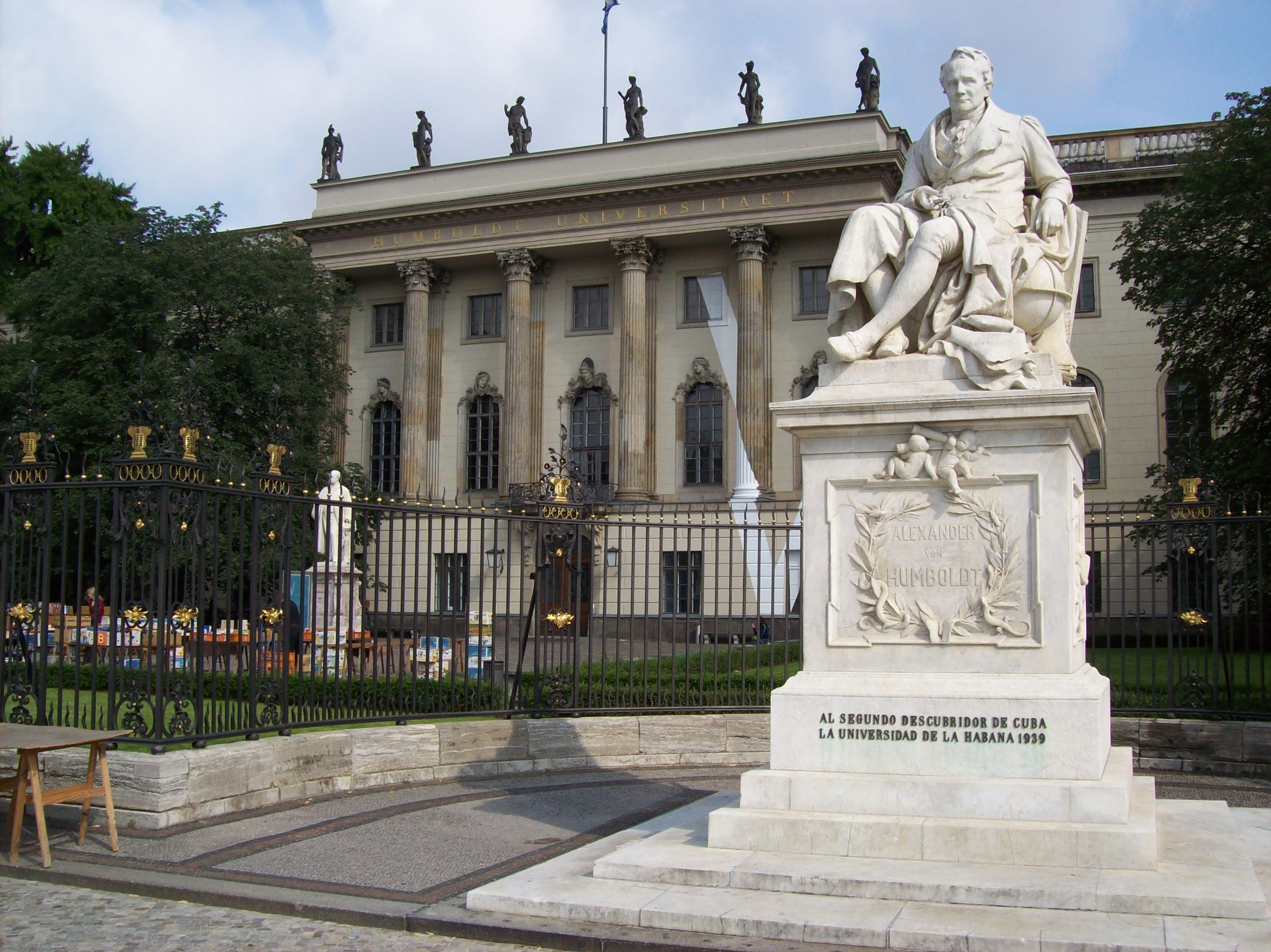
Гумбольдтський університет Берліна та пам'ятник Александру фон Гумбольдту

Система освіти в Німеччині лише у найважливіших питаннях регулюється державою на федеральному рівні. Найбільші повноваження у розвитку і регулюванні освіти має не держава в цілому, а окремі федеральні землі. Це призводить до певних розбіжностей систем освіти в 16 землях. Однак загалом система освіти в Німеччині передбачає чотири рівні: початкова освіта, двоступенева середня освіта та вища освіта.
Дев'ятирічна шкільна освіта обов'язкова, загальна та безкоштовна. У початковій школі починається навчання дітей у віці від 6 років. Оцінок за успішність не ставлять, її оцінюють на словах або іншими знаками заохочення. Триває воно 4 роки (в Берліні — 6 років). Є три види середніх шкіл. Hauptschule — школа з практичним підходом і меншою кількістю складних предметів; вона має готувати до ремісничих професій. Realschule має ширший спектр предметів, ґрунтовнішу підготовку, після її закінчення учень отримує атестат про закінчену середню загальну освіту (Mittlere Reife). Gymnasium — найпрестижніший вид середньої освіти, оскільки тільки завершена освіта в гімназії дає право пройти випускні іспити на атестат зрілості Abitur і вступити у виш. Цікаво, що в Баварії та Баден-Вюртемберзі вчителі, а не батьки, вирішують, куди піде дитина після початкової школи (до Hauptschule, Realschule чи Gymnasium).
Навчання в державних університетах загалом безкоштовне, однак від 2007 року у деяких землях введено Semestergebühren (плата за семестр), що становить близько 500 євро. Також у зв'язку з участю Німеччини у Болонському Процесі ступінь магістра скасовано 2010 року, натомість запроваджено двоступеневу систему «бакалавр — майстер» (Bachelor — Master of Arts). Найбільш давні і престижні університети Німеччини: Гейдельберзький університет, Лейпцизький університет, Гумбольдтський університет, Університет Фрайбурга, Мюнхенський університет, Тюбінгенський університет, Університет Галле-Віттенберг, Марбурзький університет. Офіційне об'єднання дев'яти найбільших технічних університетів країни має назву TU 9.
Відрізняється від української шкала оцінювання роботи учнів та студентів: що менша оцінка, тим вона краща, вища. В Німеччині є оцінки від «1» (відмінно/sehr gut, ausgezeichnet) до «6» (погано, незадовільно/mangelhaft), причому можливі проміжні оцінки типу 1,1; 2,5; 4,3 і так далі.

## Наука
Серед нобелівських лауреатів 103 науковці Німеччини. Впродовж XX століття німецькі лауреати здобули більше нагород, ніж будь-яка інша нація, особливо в галузі природничих наук (наприклад, фізика, хімія, фізіологія або медицина). Роботи Альберта Ейнштейна та Макса Планка мали вирішальне значення для подальшого розвитку сучасної фізики, їх ідеї розвинули Вернер Карл Гейзенберг і Макс Борн. Водночас їхнім відкриттям передували роботи Германа фон Гельмгольца, Йозефа Фраунгофера, Даніеля Габріеля Фаренгейта. Вільгельм Конрад Рентген відкрив X-промені, відомі в більшості мов світу як рентгенівські промені. Німеччина — також батьківщина численних математиків, серед них Карл Фрідріх Гаус, Давид Гільберт, Бернгард Ріман, Ґотфрід Вільгельм Лейбніц, Карл Веєрштрас і Герман Вейль.

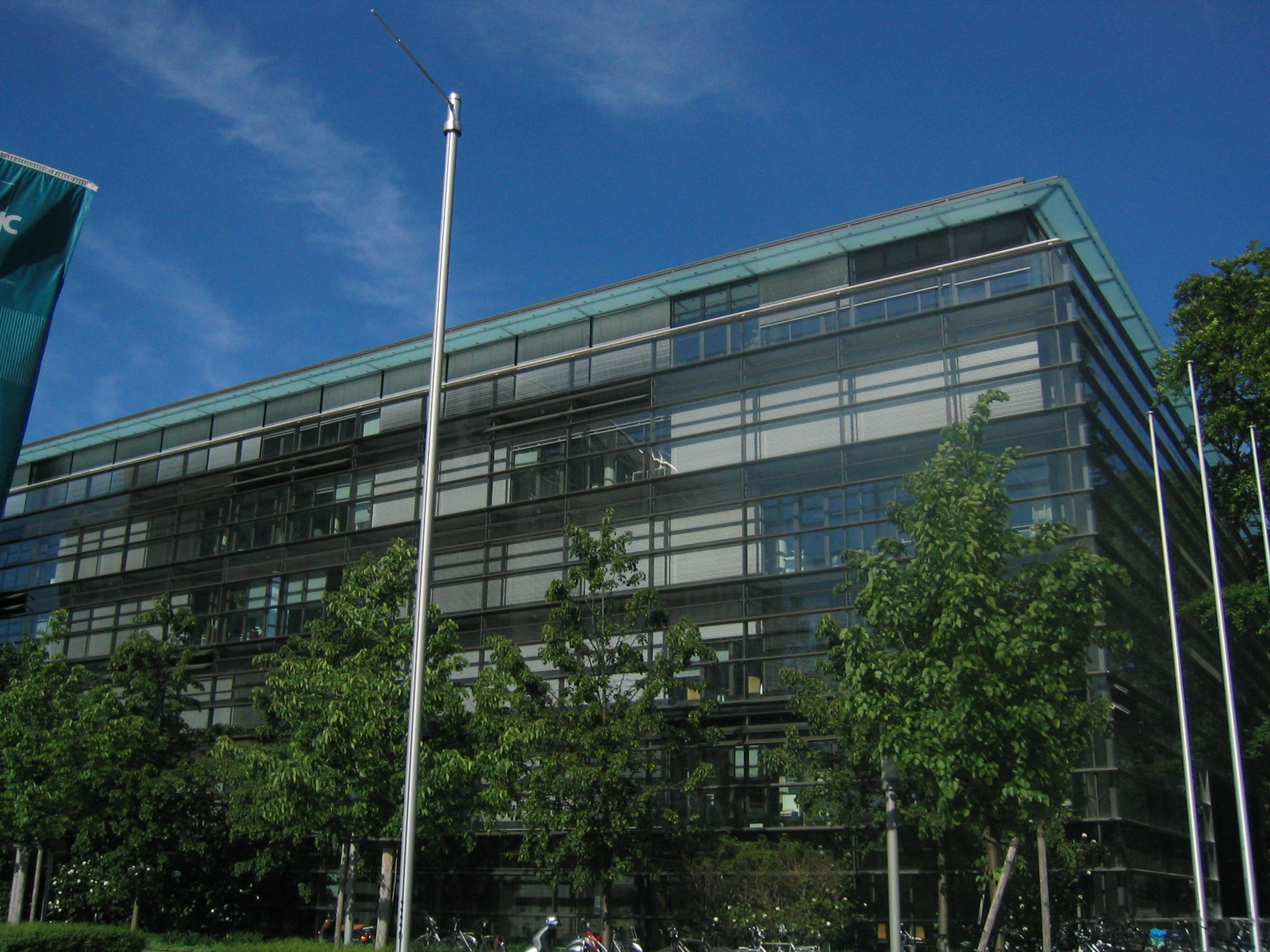
Адміністративний корпус Товариства ім. Макса Планка в Мюнхені

На сучасному етапі наукові дослідження в Німеччині здійснюються в університетах, науково-дослідних організаціях та в дослідницьких відділеннях великих корпорацій, як-от Siemens та Infineon. Важливий суб'єкт інституційного сприяння — Німецьке науково-дослідницьке співтовариство (DfG), основне завдання якого полягає в підтримці дослідництва у вищих школах і державних дослідницьких установах. Поруч із DfG існують й інші організації сприяння та фундації, які активно працюють у сфері сприяння дослідницькій діяльності. Важливе сприяння з боку Європейського Союзу, наприклад, в рамках адміністрованої Європейською Комісією Рамкової дослідницької програми. У лютому 2007 року почала працювати Європейська дослідницька рада — установа фінансування фундаментально орієнтованих досліджень, створену як складова частина 7-ї Рамкової дослідницької програми ЄС (2007—2013 роки).
У сфері позауніверситетського дослідництва утворилось чотири дослідницькі організації з різними профілями і пріоритетами, які доповнюють університетські наукові програми. Науково-дослідні інститути Товариства ім. Макса Планка (MPG) характеризуються фундаментальними дослідженнями у нових галузях. Тематичні дослідницькі пріоритети лежать у біологічно-медичній, фізико-хіміко-технічній, соціальній та гуманітарній сферах. Товариство імені Фраунгофера (FhG) зосереджується на прикладних дослідженнях. У його інститутах проводяться, наприклад, договірні дослідження для промисловості, сервісних підприємств, державних установ. Товариство Гельмгольца (HGF) об'єднує 15 великих науково-дослідних центрів, які надають прилади і відповідну інфраструктуру в розпорядження національних та міжнародних дослідницьких груп. У шести надцентрових дослідницьких сферах проводяться передові дослідження стратегічно-програмного спрямування. Пріоритетом інститутів Наукового товариства ім. Лейбніца (WGL) є міждисциплінарні та орієнтовані на запити дослідження. Існують численні коопераційні зв'язки з промисловістю, сферою державного управління і політики; частково здійснюється дуже тісна співпраця з університетами. Крім того, діюча Баварська державна бібліотека — одна з найбільш значущих європейських універсальних бібліотек, а Державна бібліотека в Берліні — найбільша універсальна наукова бібліотека Німеччини.

## Спорт
Спорт у Німеччині має високу соціальну значущість. У 2006 році близько 27,5 млн німців були членами 91 000 німецьких оздоровчих і спортивних клубів. Німеччина займає третє місце в загальносвітовому табелі рангів серед учасників Олімпійських ігор за всі часи їх існування. Більшість клубів прийняті до нової німецької федерації олімпійського спортивного союзу (DOSB). Великі успіхи були в німецьких спортсменів в інших видах спорту, як-от фехтування, кінний спорт, боротьба, академічне веслування, веслування на байдарках і каное, легка атлетика та плавання.

### Футбол

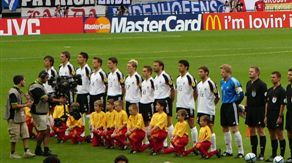
Збірна Німеччини з футболу, 2004 рік

Найпопулярніший вид спорту в Німеччині футбол. Близько 6,68 мільйона футболістів-любителів і близько 180 000 професіоналів (Deutscher Fußball-Bund — станом на 2009), організовані в Німецькій футбольній асоціації, Національна команда країни чотири рази здобувала Кубок світу з футболу в 1954, 1974, 1990 та 2014 роках, двічі приймала цей масштабний світовий футбольний форум — в 1974 і 2006 роках, останній став одним із найбільших і найуспішніших у світі спортивних дійств. Досі Німеччина — єдина країна Європи, яка володіє званням чемпіона світу з футболу як для чоловіків, так і для жінок. Бундесліга посідає друге місце у світі за середньою відвідуваністю глядачами її матчів, на те є причини, оскільки в ній грають відомі світові футбольні дружини та не менш відомі світові гравці. З німецьких футболістів найвідоміші — Франц Беккенбауер, Герд Мюллер, Юрґен Клінсманн, Лотар Маттеус, Олівер Кан тощо.

### Автоспорт

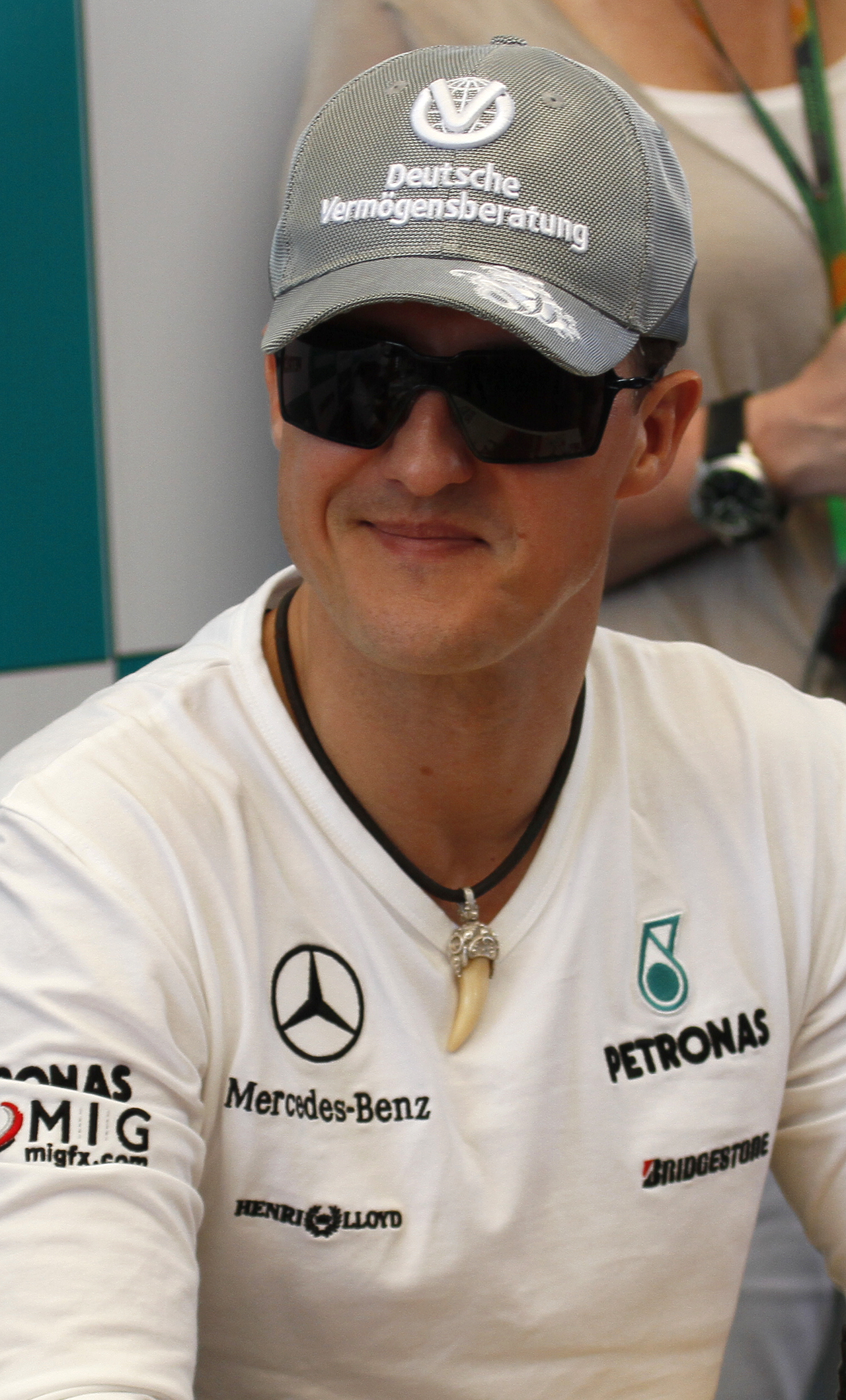
Міхаель Шумахер — 7-кратний чемпіон світу Формули-1

Німеччина є однією з провідних країн у світі автоспорту: популярні автоперегони, успішні автомобільні «стайні», сучасні автомобілі, команди-клуби та пілоти, прийшли саме з Німеччини. Найуспішніший пілот в історії Формули-1, за всю її історію, Міхаель Шумахер, добився найзначніших досягнень в автоспорті за свою кар'єру і виграв найбільше чемпіонатів і заїздів, ніж будь-який інший пілот від часів заснування Формули-1 в 1946 році, ставши одним із найбільш високооплачуваних спортсменів в історії. Серед провідних команд в автоспорті команди «BMW» і «Mercedes», що неодноразово перемагали в Кубку конструкторів. Команда «Порше» 16 разів вигравала гонку-ралі «24 години Ле-Мана» (престижна щорічна гонка у Франції). Популярні в Німеччині перегони в класі ДТМ.

### Гандбол
Гандбольна Ліга Німеччини вважається найкращою лігою у світі, чоловіча збірна країни у 2007 році стала чемпіоном світу уже втретє. Майже 850 000 гандболістів змагаються в 4600 клубах під патронатом Федерації гандболу Німеччини. Стає дедалі популярнішим і баскетбол, особливо, завдяки успіхам Дірка Новіцкі, що здобув у 2007 році MVP, звання найціннішого гравця Національної баскетбольної асоціації, який став одним із найкращих гравців у світі. Ще раніше — в 1990-х роках, Детліф Шремпф (Detlief Schrempf) — як найкращий німецький баскетболіст — добився значних успіхів у НБА.

### Інші види спорту
Теніс

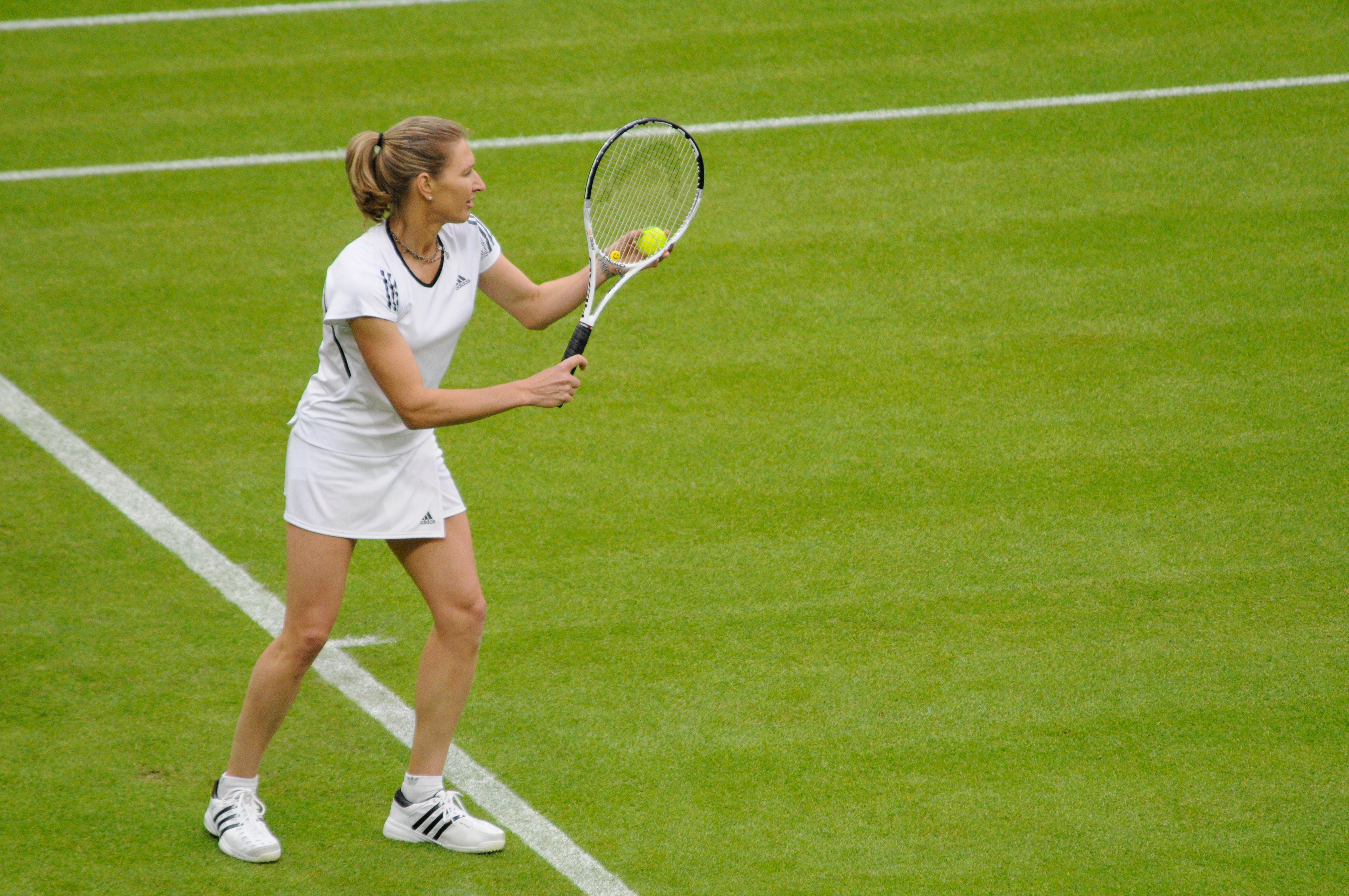
Штеффі Граф — семикратна переможниця Вімблдону

У тенісі в 1980-х і 1990-х роках в усіх на вустах були успіхи німецьких професійних тенісистів — Міхаеля Штіха, Бориса Беккера і Штеффі Граф, це були часи тенісного буму в країні, але відтоді цей вид спорту дещо зменшив свою популярність. Тімо Болл є одним із найкращих гравців у світі з настільного тенісу.
Велоспорт
Велоспорт також найпопулярніший індивідуальний спортивний вид у країні, а популярність його багато в чому залежить від поточних успіхів німецьких велогонщиків — а Руді Альциґ (в 1960 роках) і Ян Ульріх (кінець 1990-х і початку 2000-х років) є одними з найуспішніших велосипедистів у світі. Школа боксу в Німеччині не втратила своєї моці, попри те, що успіхи Макса Шмелінга і Генрі Маске вже доволі давні. Тепер цей вид спорту розвивається в професійних клубах й патронується великими шоу-промоутерськими компаніями, серед яких найвідоміша Гамбурзька.

### Зимові види спорту

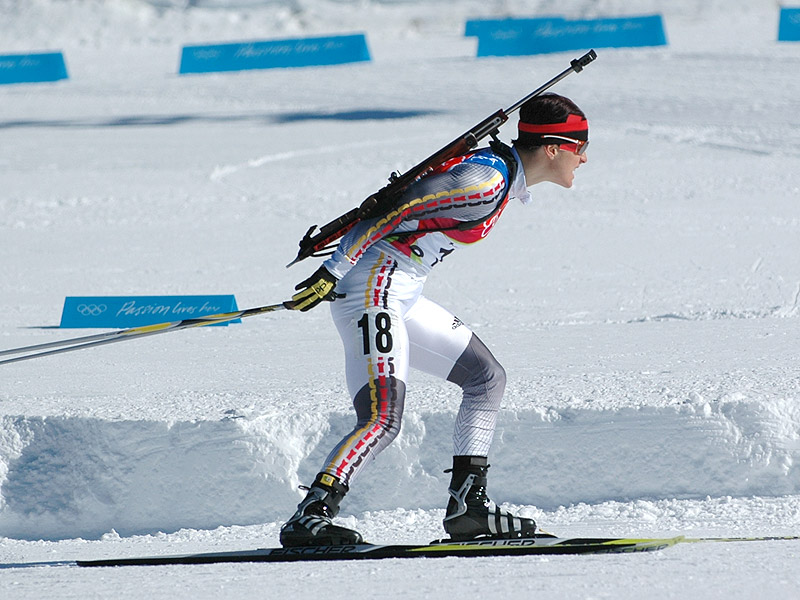
Уші Дізль — німецька біатлоністка, дворазова олімпійська чемпіонка

Німецькі спортсмени у зимових видах спорту, взагалі, вважаються найуспішнішими. Бобслей, санний спорт, біатлон, лижні перегони та гірськолижний спорт — це види спорту, в яких домінують німецькі атлети, виграючи численні медалі на світових чемпіонатах і Олімпійських іграх та інших спортивних змаганнях. Черговим підтвердженням тому, стало перше загальнокомандне місце команди Німеччини в зимових Олімпійських іграх 2006 року. Німеччина приймає численні змагання з зимових видів спорту, так повелося з далекого 1936 року, коли в баварських містах-побратимах Гарміші та Партенкірхені, об'єднаних задля нагоди в Гарміш-Партенкірхен були проведені зимові Олімпійські ігри, а з часом для німців зимовий спорт став найулюбленішим відпочинком.

#### Хокей
Ще помітніших успіхів добивалася Німеччина в хокеї на траві — чоловіча збірна ставала чемпіоном світу в 2002 і 2006 роках, а в 1972, 1992 і 2008 олімпійськими чемпіонами, жіноча національна дружина в 2004 році також заволоділа олімпійським «золотом». Натомість хокей із шайбою тільки почав розвиватися, але завдяки успішним виступам у Європі німецьких клубів (куди запрошуються відомі гравці зі всіх європейських країн) вдалося «підтягнути» до професійного рівня гру національної команди, котра вже «прописалася» в чільну 10 світових хокейних команд на льоду. Один із найстаріших спортивних видів у Німеччині — спортивна стрільба. Німецька федерація стрільби нараховує близько 1,5 млн членів, всього в країні налічується близько шести мільйонів стрільців — любителів й професіоналів.

## Німецько-українські відносини
Німеччина та Україна уже багато років поспіль пов'язані між собою двосторонніми стосунками. Німецькі політичні фонди здійснюють проєктну роботу в Україні з українськими партнерами. Зокрема, через Німецький Фонд міжнародного правового співробітництва Німеччина сприяє численним проєктам у сфері правового консультування. Діє Спілка студентів-українців у Німеччині. В місті Дюссельдорфі Німецько-український інформаційно-культурний центр[джерело?].
Надзвичайний і Повноважний Посол України у Федеративній Республіці Німеччина — Клімкін Павло Анатолійович (до 19 червня 2014 року). Радник-посланник, заступник керівника місії — Химинець Василь Васильович.
Компетенція Консульського відділу Посольства України у ФРН поширюється на федеральні землі: Берлін, Бранденбург, Саксонія-Ангальт, Саксонія, Тюрингія, Мекленбург — Передня Померанія. Діють відділи посольства у Бонні, генеральні консульства України у Франкфурті-на-Майні, Гамбурзі, Мюнхені.